# Rathenow

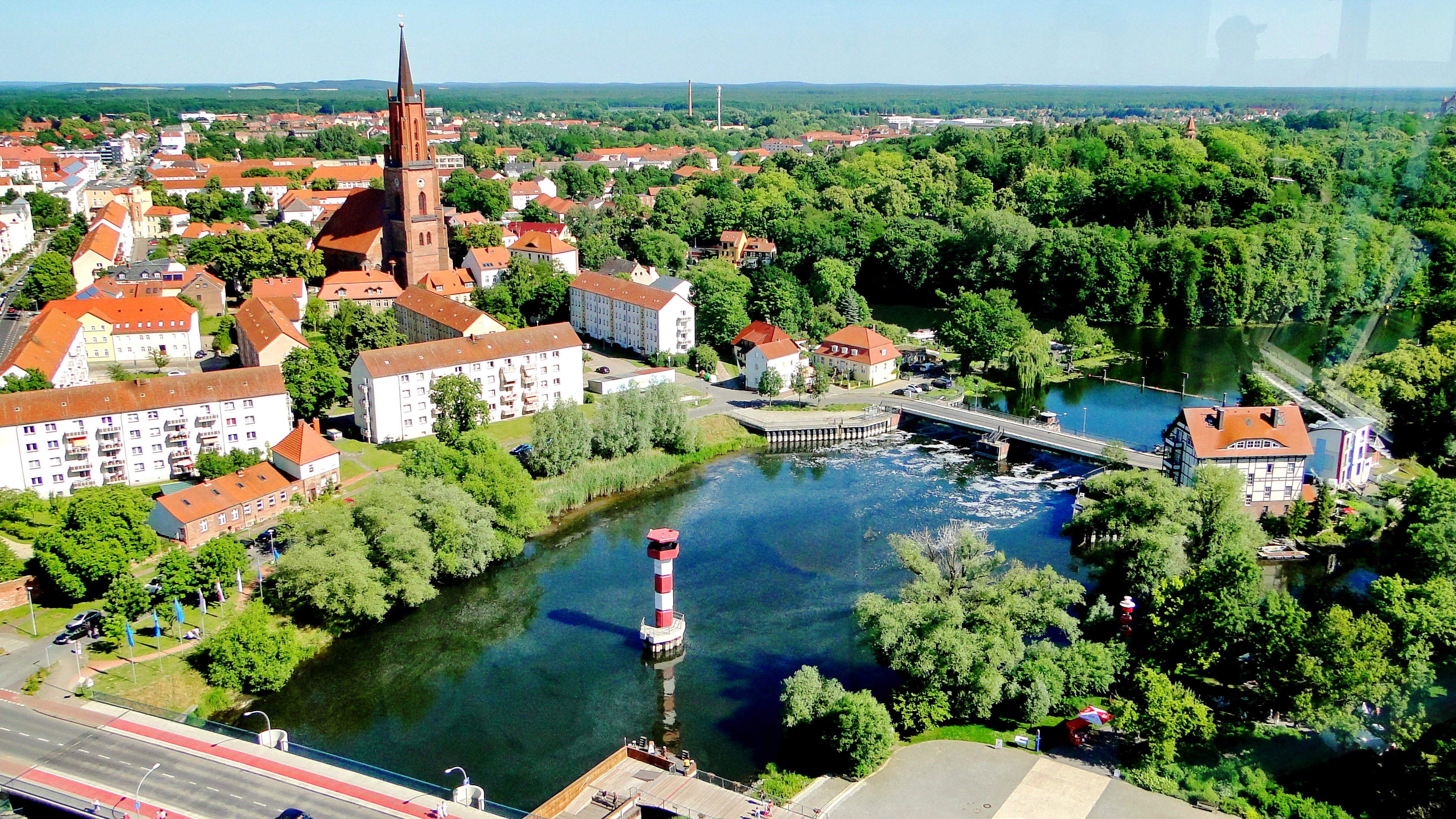
Blick von den Mühlen auf Rathenow

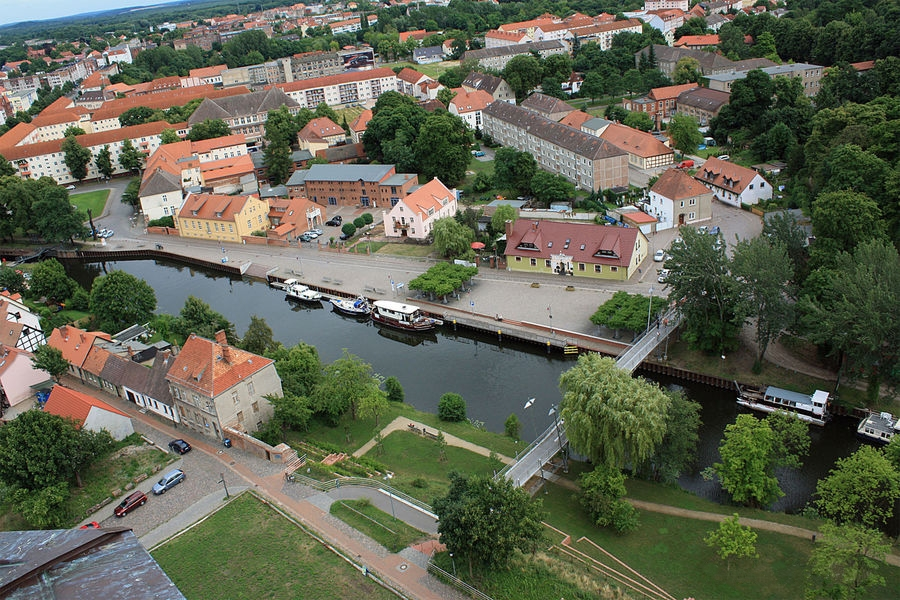
Blick auf die Hafenpromenade

Rathenow [ˈʁaːtʰənoː] ⓘ ist eine amtsfreie Stadt an der Havel, etwa 70 Kilometer westlich von Berlin und Kreisstadt des Landkreises Havelland in Brandenburg. Seit dem 13. Mai 2013 führt die Mittelstadt offiziell die Zusatzbezeichnung „Stadt der Optik“.

## Geografie
Rathenow liegt im Westen des Landkreises Havelland und grenzt an das Land Sachsen-Anhalt (Landkreis Stendal). Die Havel durchfließt das Stadtgebiet.

### Nachbargemeinden
| Havelaue                      | Seeblick                                    |                   |
| Schollene (Landkreis Stendal) | Kompassrose, die auf Nachbargemeinden zeigt | Stechow-Ferchesar |
| Milower Land                  | Premnitz                                    | Nennhausen        |

## Stadtgliederung
Laut Hauptsatzung sind neben der Kernstadt als Ortsteile ausgewiesen (eingerückt zugehörige Wohnplätze):
| - Böhne - Böhnsche Schäferei - Hilgenfeldshof - Ludwigshof - Möthlowshof - Wilhelminenhof - Göttlin - Grütz | - Semlin - Heidekrug - Lötze - Semlin Ausbau - Steckelsdorf - Bölkershof - Ludwigslust - Steckelsdorf Ausbau |

Weitere Wohnplätze gehören zum Gebiet der Kernstadt:
| - Albertsheim - Heidefeld - Lindensiedlung - Neu Friedrichsdorf | - Neue Schleuse (Rathenow-West) - Nordsiedlung - Stadtrandsiedlung - Südsiedlung | - Vogelgesang - Waldsiedlung - Wolzensee - Wolzensiedlung |

Innerhalb des Stadtgebiets Rathenow bestehen außerdem die Stadtteile bzw. Ortslagen Altstadt und Rathenow-Ost.

## Geschichte
|  |  |

### Siedlungsanfänge und Entwicklung bis in das späte Mittelalter

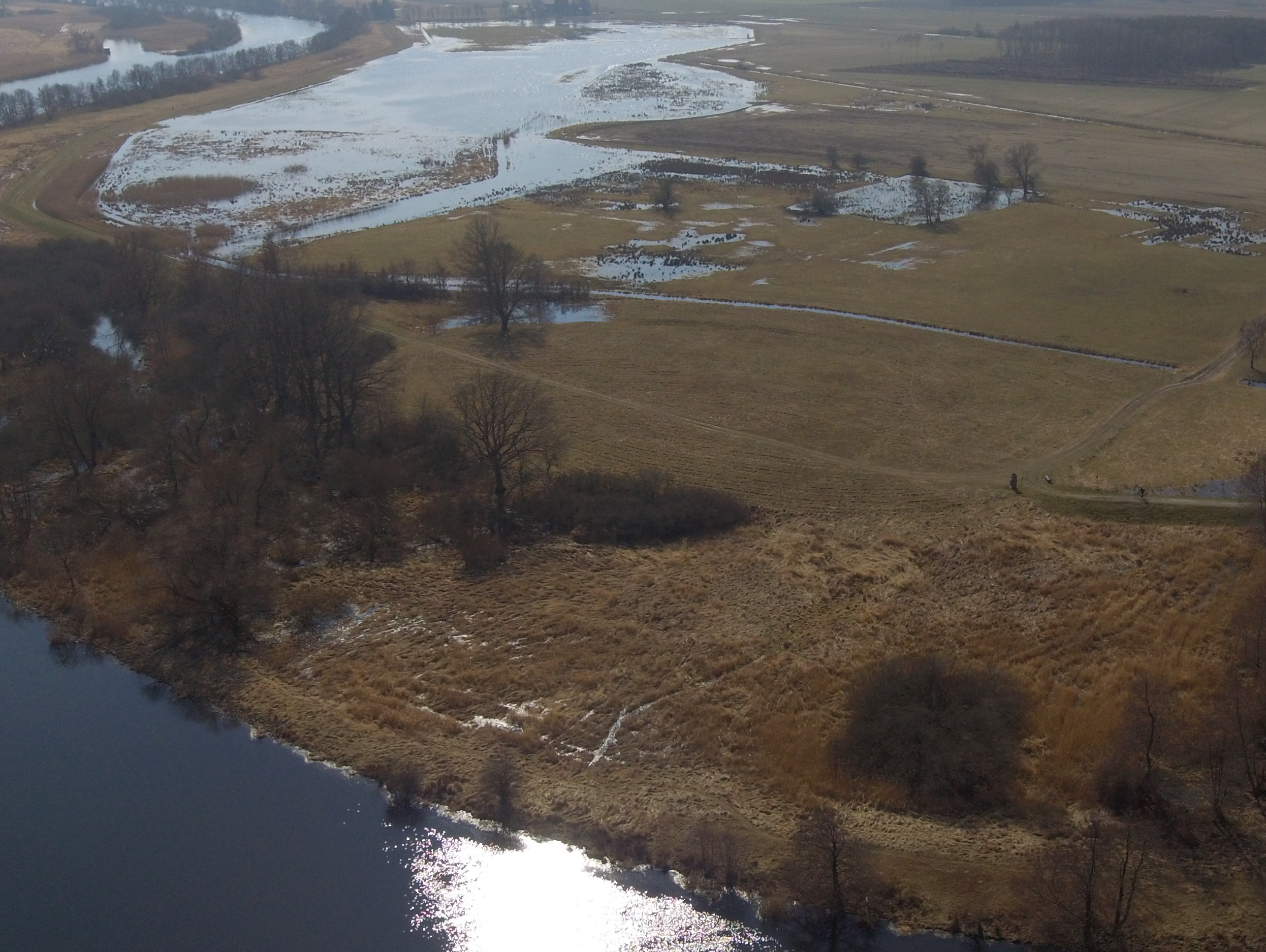
Burgstall des slawischen Burgwalls „Alt Rathenow“

Schon in prähistorischer Zeit wurde die Gegend um Rathenow besiedelt. Mehrere slawische Burgwälle, wie der Burgwall Stremmewiese sind nachweisbar und als Burgställe erhalten. Im Jahr 1157 wurde auf dem Gebiet der heutigen Steckelsdorfer Gemarkung am Westufer der Havel der Burgwall „Alt Rathenow“ erwähnt, der als Ursprung der Stadt gilt. Die erste urkundliche Erwähnung des Ortes als „Ratenowe“ datiert auf den 28. Dezember 1216, als der Brandenburger Bischof Siegfried II. bei seiner Amtsübernahme dem Brandenburger Domkapitel seine Archidiakonatsrechte bestätigte. 1220 entsteht eine spätromanische Kreuzbasilika als Vorgängerbau der heutigen Sankt-Marien-Andreas-Kirche auf dem Kirchberg. 1288 erhält der Ort die Gerichtsbarkeit. Im Jahre 1295 verlieh Markgraf Otto IV. Rathenow das Stadtrecht. 1517 bis 1562 erfolgte der Umbau der Kirche zu einer spätgotischen Hallenkirche. 1564 erfolgt der Bau des 1945 zerstörten Rathauses. Unter dem Dreißigjährigen Krieg hatte die Stadt schwer zu leiden. Im Jahr 1648 wohnten nur noch 40 Menschen in der Stadt.

### Die Stadt vom 17. bis ins 20. Jahrhundert
Nach dem Schwedeneinfall 1674/75 fand während des Schwedisch-Brandenburgischen Krieges am 25. Juni 1675 die Schlacht von Rathenow statt, die die brandenburgischen Truppen gewannen. In der Schlacht bei Fehrbellin erlitten die Schweden drei Tage später die kriegsentscheidende Niederlage.
Rathenow wird als eine der Wiegen der industriellen Optik in Deutschland bezeichnet. Johann Heinrich August Duncker entwickelte in Rathenow die erste Vielspindelschleifmaschine zur rationellen Herstellung von Brillengläsern und begründete dort 1801 die optische Industrie. Sein Sohn und später sein Enkel Emil Busch führten die „Optische Industrie Anstalt“ erfolgreich fort. Die spätere „Emil Busch AG“ wurde zu einer der führenden Firmen für optische Erzeugnisse in Europa. In der Mitte des 19. Jahrhunderts gründeten sich weitere Groß-, Mittel- und Kleinstbetriebe, darunter die spätere zweitgrößte Firma „Nitsche & Günther“.
Bekannt war auch die Ziegelindustrie; ein Großteil der Ziegel für die Bauten von Schloss Sanssouci, des Holländischen Viertels in Potsdam und des Roten Rathauses in Berlin stammen aus Rathenower Produktion. Die Industrie entwickelte sich im 19. Jahrhundert durch den anhaltenden Bauboom in Berlin und Brandenburg zu einem bedeutenden Arbeitgeber der Region. Entlang der Havel von Plaue bis Havelberg entstanden über 50 Betriebe. Der Name Rathenow entwickelte sich zur Marke und wurde in Form von Ziegelstempeln auf die Ziegelerzeugnisse aufgebracht (siehe Liste Rathenower Ziegelstempel). Auf dem Rathenower Stadtgebiet gab es bereits seit dem Mittelalter eine Stadtziegelei, später entstanden weitere Ziegeleien am Havelufer. Nach 1920 wurden die meisten Ziegeleien geschlossen, da der Rohstoff langsam zur Neige ging und die Produktion dadurch unrentabel wurde. Von dem einst bedeutenden Industriezweig sind nur wenige bauliche Relikte erhalten, darunter beispielsweise eine Gebäudegruppe des ehemaligen Verblendsteinwerks C. G. Matthes & Sohn an der Herrenlanke im Süden der Stadt und die Villa Schuwardt in Nordend.
Nach der Neuorganisation der Kreisgliederung im preußischen Staat im Jahr 1816 war Rathenow Kreisstadt des Kreises Westhavelland im Regierungsbezirk Potsdam der Provinz Brandenburg. Nachdem der erste Landrat des neuen Landkreises Waldemar von der Hagen zunächst von seinem Gut in Hohennauen aus die Verwaltung übernommen hatte, verlegte er 1824 den Landratssitz nach Rathenow. In der Berliner Straße entstand das erste Landratsamt, welches von einem Neubau, 1893–1895 von Franz Schwechten errichtet, am damaligen Kaiser-Wilhelm-Platz, heute Platz der Freiheit, abgelöst wurde. 1851 wurde Rathenow wieder Garnisonstadt, nachdem nach gewaltsamen Protesten während der Revolution von 1848 die letzte Garnison abgezogen worden war. Die in den Bürgerhäusern untergebrachten Soldaten erhielten ab 1889 ein neues Quartier in der Bahnhofstraße. Von 1889 bis 1891 wurde die Zietenhusarenkaserne errichtet (einfach gegliederte Ziegelbauten).
Am 1. Juni 1925 schied die Stadtgemeinde Rathenow aus dem Landkreis Westhavelland aus und bildete fortan einen eigenen Stadtkreis, der als Enklave mitten im Kreisgebiet lag. Die Kreisstadt für das Westhavelland blieb Rathenow mit seinem Landratsamt.
In der Zeit des Nationalsozialismus war in der Kaserne der Zietenhusaren die Polizeireitschule Rathenow untergebracht. Das Bethaus der Jüdischen Gemeinde in der Fabrikenstraße 2 wurde während des Novemberpogroms 1938 verwüstet und später von der NSV in ein Kinderheim umgewandelt. Heute befindet sich dort eine Einrichtung der Pestalozzischule für Lernbehinderte. Im Zweiten Weltkrieg errichteten die Nationalsozialisten an der Milower Landstraße das KZ-Außenlager Rathenow als Außenlager des KZ Sachsenhausen, in dem mindestens 1000 Männer (nach anderen Angaben auch Frauen) Zwangsarbeit in den Arado-Flugzeugwerken verrichten mussten. Außerdem wurden in 33 Rathenower Lagern mindestens 4975 Zwangsarbeiter und in 12 Westhavelländer Lagern mindestens 2070 Zwangsdeportierte ausgebeutet (Stand 1943/44). Die Emil Busch AG betrieb sechs eigene Lager mit mindestens 1600 Zwangsarbeiterinnen und -arbeitern (1943/44). Alle Lager waren den Betrieben zugeordnet. Im Arbeitskommando des Kriegsgefangenenlagers STALAG IIIA (Lange Pannen) waren mehr als 166 Gefangene zur Zwangsarbeit konzentriert.
Rathenow wurde am 22. März 1944 durch amerikanische Luftangriffe getroffen und dabei wurden mehrere Menschen getötet. Am 18. April 1944 wurden durch Bombenabwurf eines US-amerikanischen Bomberverbandes rund 55 Menschen getötet, nach anderen Angaben 60 Menschen, und 2200 Bewohner obdachlos. Kurz vor Kriegsende im Mai 1945 kämpften einige versprengte deutsche Truppen gemeinsam mit dem Volkssturm unter dem Kommando von Generalfeldmarschall Keitel gegen die anrückende Rote Armee, wobei etwa 70 Prozent der Stadt zerstört wurden.
Vom 3. Juni 1945 bis um den 7. Juli 1945 waren im Rathenower Stadtforst die teils verkohlten menschlichen Überreste von Adolf und Eva Hitler, der Familie Goebbels und des letzten Generalstabschefs des Heeres im Zweiten Weltkrieg, Hans Krebs, vergraben. Anschließend wurde das Material nach Stendal transportiert.

### Nach 1945
Bereits ein Jahr nach dem Krieg begann der Wiederaufbau der zerstörten Innenstadt. Unter Leitung von Haesler wurden am heutigen Platz der Jugend erste Musterbauten errichtet. 1948 wurde die ehemalige Webersiedlung Neufriedrichsdorf eingemeindet. 1950 wurde Rathenow der Status einer kreisfreien Stadt entzogen. Gleichzeitig wurden die Gemeinde Neue Schleuse sowie die vorgelagerte Magazininsel Teil des Stadtgebiets. Mit der Verwaltungsreform in der DDR im Jahr 1952 wurde die Stadt Verwaltungssitz des Kreises Rathenow.
Am 17. Juni 1953 entstanden im Zusammenhang mit dem Volksaufstand auch in Rathenow heftige Proteste. Dabei wurde der Betriebsschutzleiter des HO-Geschäfts und SED-Mitglied Wilhelm Hagedorn von aufgebrachten Demonstranten so schwer verletzt, dass er kurz darauf im Krankenhaus an einer Gehirnblutung starb.
Während der DDR-Zeit arbeiteten im VEB Rathenower Optische Werke (ROW) mehrere tausend Menschen. Ein Großteil der Länder des RGW wurde von hier aus mit Brillen und optischen Geräten beliefert. Mit der deutschen Währungs-, Wirtschafts- und Sozialunion im Jahr 1990 brachen diese Märkte schlagartig weg.
Im November 1989 kam es wie in anderen Städten der DDR zu Protestkundgebungen. Erste Treffen fanden in der evangelischen Lutherkirche statt. Anschließend sammelten sich zum Höhepunkt der Proteste rund 15.000 Menschen und zogen demonstrierend durch die Stadt zum Märkischen Platz. Es fanden mehrere Runde Tische mit Vertretern der Demonstrierenden sowie Vertretern der Stadt statt.
Am 6. Dezember 1993 wurde Rathenow im Rahmen der Kreisreform Kreisstadt des Landkreises Havelland. Im Zuge der Ämterreform bildeten die selbstständigen Gemeinden Böhne, Göttlin, Grütz, Semlin und Steckelsdorf sowie die Stadt Rathenow das Amt Rathenow.
Die oben genannten fünf Gemeinden wurden mit Wirkung vom 31. Dezember 2001 in die Stadt Rathenow eingegliedert und das Amt Rathenow zur gleichen Zeit aufgelöst.
Basierend auf den in der Stadt vorhandenen qualifizierten Fachkräften auf dem Gebiet der optischen Industrie eröffnete der Optikkonzern Fielmann im Jahr 2002 ein neues Produktions- und Logistikzentrum mit 600 Beschäftigten in der Stadt.
2015 wurde Rathenow als „Kommune des Jahres“ im Land Brandenburg vom Sparkassenverband OSV für die positive Stadtentwicklung in den letzten Jahren geehrt.
Dennoch herrscht in der Stadt eine vergleichsweise hohe Arbeitslosigkeit, während eine zwei Jahrzehnte andauernde Abwanderungsbewegung, vor allem jüngerer Bewohner, in den 2010er Jahren gestoppt werden konnte. Im Plattenbaugebiet Rathenow Ost wurden mehr als 1.000 Wohnungen abgerissen und die brachliegenden Flächen zum Teil zu einem Solarpark umfunktioniert.
Eingemeindungen
- 1. März 1948: Gemeinde Neu Friedrichsdorf[16]
- 1. Juli 1950: Gemeinde Neue Schleuse[16]
- 31. Dezember 2001: Gemeinden Böhne, Göttlin, Grütz, Semlin und Steckelsdorf[17]

## Bevölkerungsentwicklung
| Jahr | Einwohner |
| ---- | --------- |
| 1540 | 02.500    |
| 1648 | 000 40    |
| 1660 | 01.141    |
| 1740 | 03.820    |
| 1770 | 02.745    |

| Jahr | Einwohner |
| ---- | --------- |
| 1875 | 09.949    |
| 1890 | 16.353    |
| 1910 | 24.891    |
| 1925 | 27.566    |
| 1933 | 28.043    |
| 1939 | 32.124    |

| Jahr | Einwohner |
| ---- | --------- |
| 1946 | 27.566    |
| 1950 | 29.353    |
| 1964 | 28.961    |
| 1971 | 29.836    |
| 1981 | 32.126    |
| 1985 | 31.500    |

| Jahr | Einwohner |
| ---- | --------- |
| 1990 | 30.175    |
| 1995 | 28.625    |
| 2000 | 26.639    |
| 2005 | 26.973    |
| 2010 | 25.301    |
| 2015 | 24.387    |

| Jahr | Einwohner |
| ---- | --------- |
| 2020 | 24.179    |
| 2021 | 24.063    |
| 2022 | 24.736    |
| 2023 | 25.055    |
| 2024 | 25.087    |

Gebietsstand des jeweiligen Jahres, Einwohnerzahl: Stand 31. Dezember (ab 1991), ab 2011 auf Basis des Zensus 2011, ab 2022 auf Basis des Zensus 2022

## Politik
Die Stadtverordnetenversammlung von Rathenow besteht aus 28 Stadtverordneten und dem hauptamtlichen Bürgermeister. Die Kommunalwahl am 9. Juni 2024 führte bei einer Wahlbeteiligung von 54,5 % zu folgendem Ergebnis:
| Partei / Wählergruppe                               | Stimmenanteil 2019 | Sitze 2019 |        | Stimmenanteil 2024 | Sitze 2024 |
| --------------------------------------------------- | ------------------ | ---------- | ------ | ------------------ | ---------- |
| AfD                                                 | 12,8 %             | 4          | 30,9 % | 9                  |            |
| CDU                                                 | 25,0 %             | 7          | 23,7 % | 7                  |            |
| SPD                                                 | 15,6 %             | 4          | 18,7 % | 5                  |            |
| Die Linke                                           | 23,7 %             | 7          | 14,2 % | 4                  |            |
| FDP                                                 | 07,7 %             | 2          | 04,3 % | 1                  |            |
| Freie Wähler Rathenow                               | 03,5 %             | 1          | 03,7 % | 1                  |            |
| Bündnis 90/Die Grünen                               | 05,0 %             | 1          | 02,7 % | 1                  |            |
| Listenvereinigung Fortschritt statt Gleichschritt 1 | 02,3 %             | 1          | 01,8 % | –                  |            |
| NPD                                                 | 02,6 %             | 1          | –      | –                  |            |
| Die Republikaner / Bürgerbündnis Havelland          | 01,3 %             | –          | –      | –                  |            |
| Einzelbewerber Jürgen Albrecht                      | 00,6 %             | –          | –      | –                  |            |
| Insgesamt                                           | 100 %              | 28         | 100 %  | 28                 |            |

### Bürgermeister
| - 1844–1849: Johann Heinrich Gustav Fischer - 1852–1876: Karl Heinrich Hermann Große - 1877–1879: Leopold Koeppe - 1879–1906: Friedrich Lange - 1907: Friedrich Ackermann - 1907–1933: Ernst Lindner (NLP/DVP) - 1933–1938: Wilhelm Räth (NSDAP) - 1938–1945: Kurt Valentin Hahn (NSDAP) - 1945: Karl Gehrmann (KPD) - 1945–1950: Paul Szillat (SPD/SED) - 1950: Werner Schulze | - 1951: Gertrud Kinast, Wilhelm Steinicke - 1953–1957: Ilse Marie Kabelitz - 1957–1970: Ida Dorn - 1970–1973: Willi Schulze - 1974–1988: Johann Schatke - 1988–1990: Gerd Jakobs (SED) - 1990: Werner Fleischer - 1990–2002: Hans-Jürgen Lünser (SPD) - 2002–2022: Ronald Seeger (CDU) - seit 2022: Jörg Zietemann (parteilos) |

Seeger wurde in der Bürgermeisterstichwahl am 11. März 2018 mit 54,9 % der gültigen Stimmen für eine weitere Amtsperiode bestätigt. Er trat zum 31. Mai 2022 vorzeitig von seinem Amt zurück.
Zietemann wurde in der Bürgermeisterstichwahl am 27. März 2022 mit 59,0 % der gültigen Stimmen gewählt. Er setzte sich dabei gegen die frühere Brandenburger Sozialministerin Diana Golze (Die Linke) durch. Seine Amtszeit beträgt acht Jahre.

### Wappen

Erstes bekanntes Rathenower Siegel
Zweites bekanntes Rathenower Siegel
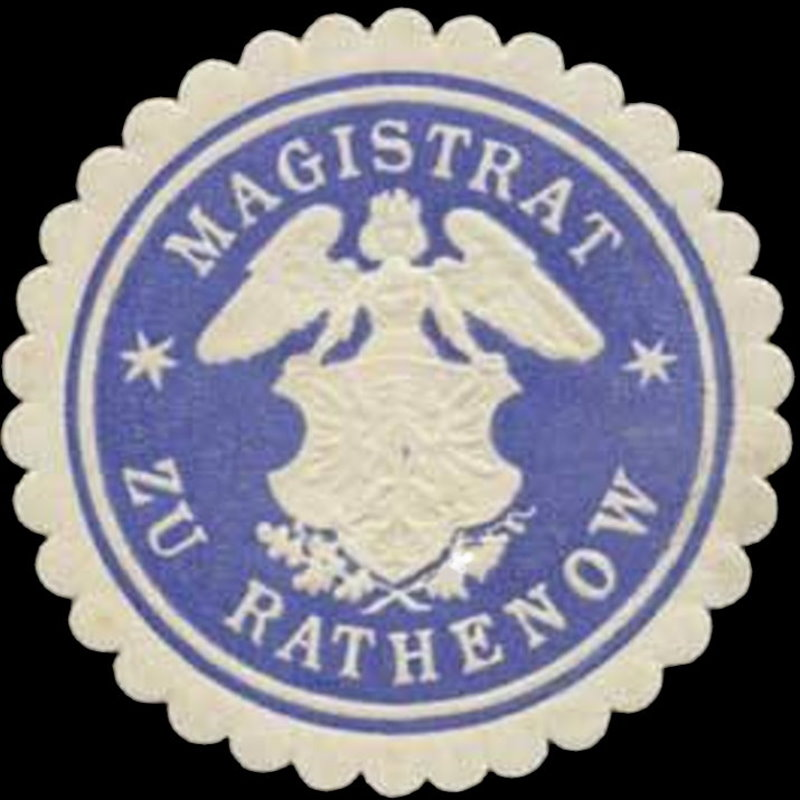
Siegelmarke von Rathenow – Gebrauch von ca. 1850 bis 1945

| Wappen von Rathenow | Blasonierung: „In Silber ein rotbezungter goldbewehrter befiederter roter Adlerkopf, seitlich und unten von drei sechsstrahligen blauen Sternen begleitet.“ |
| Wappen von Rathenow | Wappenbegründung: Das früheste Hauptsiegel von Rathenow (14. Jahrhundert) zeigt den Markgrafen mit Lanze und Adlerschild hinter einem Burgtor. Später wird diese Figur zu einem Engel umgedeutet und das Wappenbild um Weintraube und Eichenzweig (mitunter auch Kiefernzweig) ergänzt. Das heutige Wappen entstand 1939 nach einem Sekretsiegel von 1394. Die Sterne sind wahrscheinlich raumfüllendes Beiwerk. Das Wappen wurde am 18. März 1993 durch das Ministerium des Innern genehmigt. |

### Flagge
Die Stadtflagge ist weiß, zeigt den Adlerkopf. Die Sterne sind ein wenig zur Stange hingerückt, sodass ihre Mittelachse auf 2/5 der Flaggenlänge liegt.

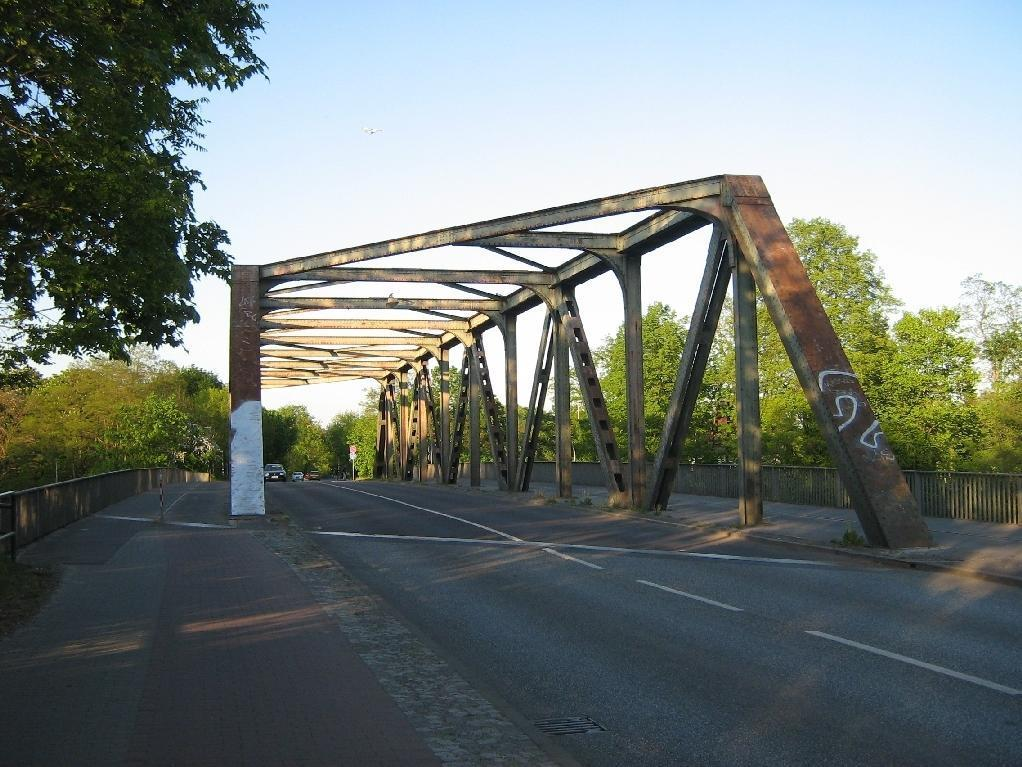
Friedensbrücke über die Havel

### Dienstsiegel
Das Dienstsiegel zeigt das Wappen der Stadt mit der Umschrift: „STADT RATHENOW • LANDKREIS HAVELLAND“.

### Städtepartnerschaften
Partnerstädte der Stadt sind:
- Złotów (Flatow) in Polen und
- Rendsburg in Deutschland

## Sehenswürdigkeiten und Kultur

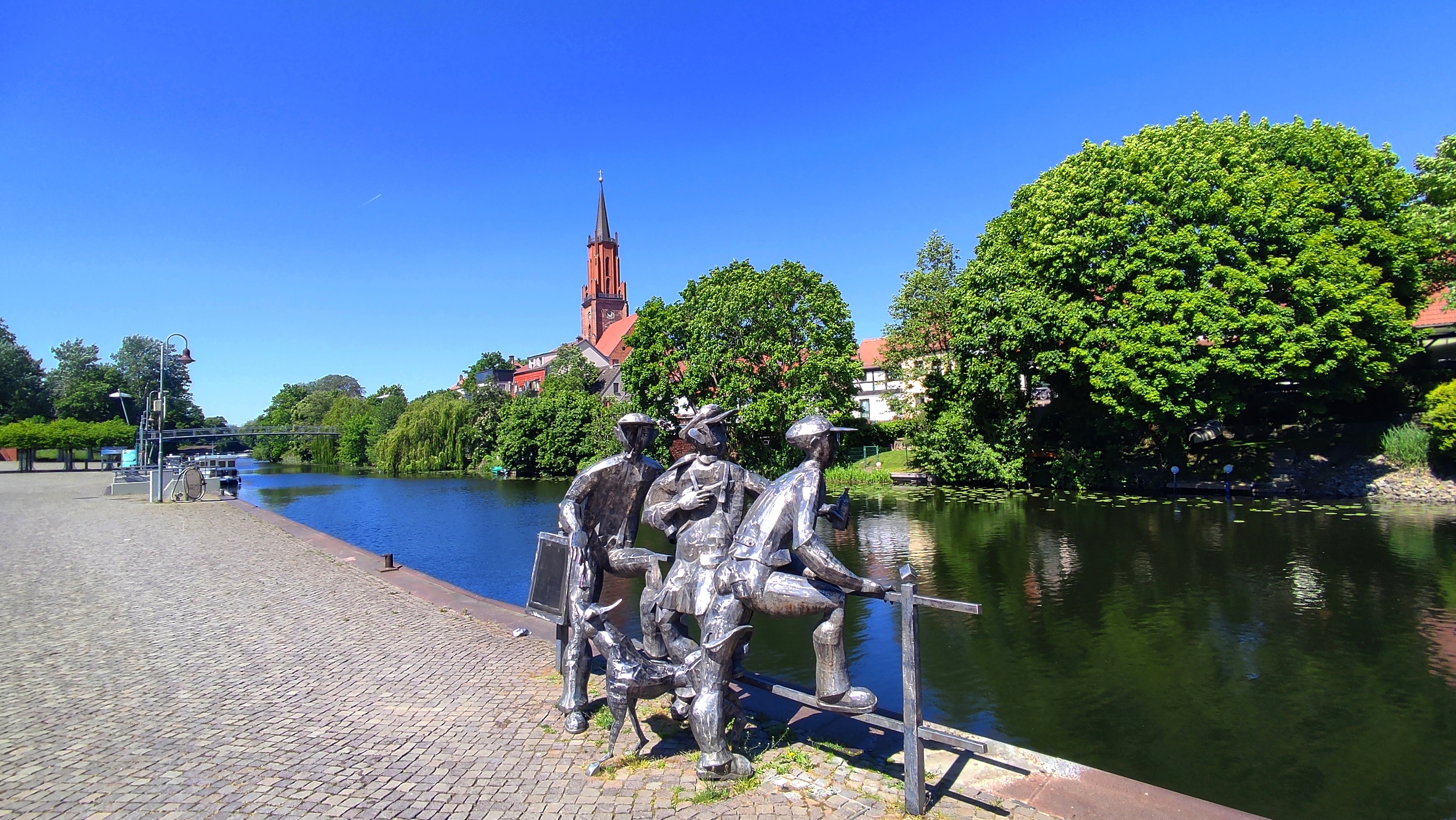
Die Schleusenspucker vom Stadtkanal

Rathenow war 2015 einer der Schauplätze der ersten dezentral ausgerichteten Bundesgartenschau (BUGA 2015). Die Veranstaltung wurde zwischen dem 18. April und dem 11. Oktober 2015 gemeinsam in Brandenburg an der Havel, Rathenow, Premnitz, Stölln und Havelberg durchgeführt, sie hatte ca. 1,05 Millionen Besucher.
Vom 22. April bis 15. Oktober 2006 lockte die Landesgartenschau des Landes Brandenburg unter dem Titel Den Farben auf der Spur knapp 500.000 Personen nach Rathenow. Hierzu mussten im Vorhinein umfangreiche Baumaßnahmen sowohl auf dem Weinberg als auch dem Schwedendammgelände durchgeführt werden. So wurde eine stark verfallene Mühle komplett umgebaut. Sie diente vor und während der Gartenschau der LAGA GmbH als Geschäftsstelle und beherbergt ein „grünes“ Klassenzimmer. Danach zog die Musikschule Rathenow in die Räumlichkeiten. Auf dem Gelände der Rathenower Landesgartenschau eröffnete am 28. April 2007 der Optikpark Rathenow.
In den nächsten Jahrzehnten  soll die Untere Havel renaturiert werden (siehe Naturschutzgebiet Untere Havel Süd und -Nord) sowie der Fluss seine natürliche Gestalt wiedererlangen. Dadurch wird der Verlauf kurviger und die Auen weiter, was dem Hochwasser-Risiko entgegenwirkt.
Das Kulturzentrum Rathenow (Theater, Optikindustriemuseum, Kunstausstellungen und Restaurant) befindet sich im Zentrum der Stadt.

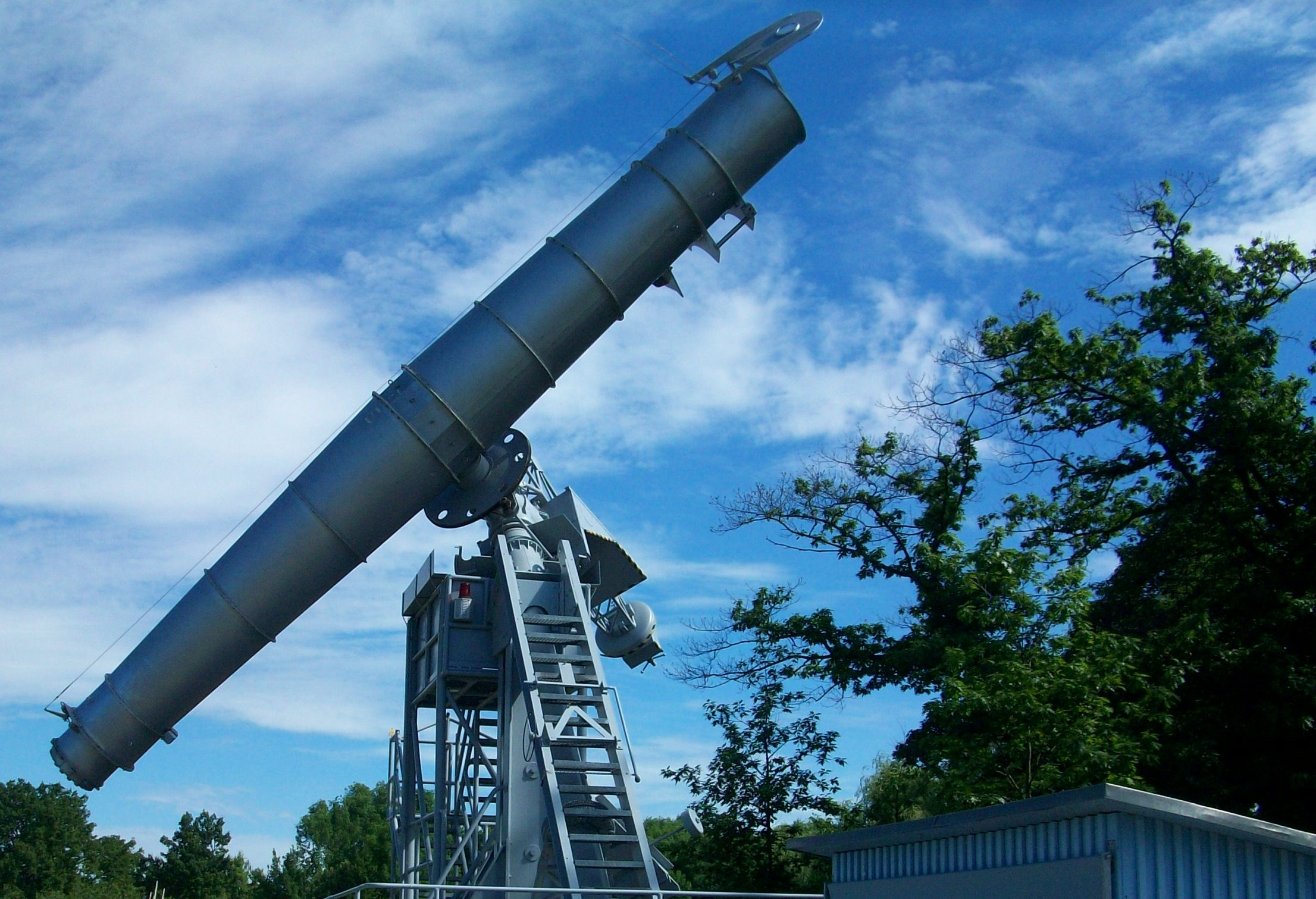
Das Brachymedial-Fernrohr im Optikpark (Rolfsches Fernrohr)

Das Rolfsche Fernrohr ist ein weltweit einzigartiges Brachymedial-Fernrohr. Erbaut wurde es von Ingenieur Edwin Rolf in den Jahren 1949 bis 1953 und stand bis 1994 auf seinem Privatgrundstück. Das Fernrohr ist ein technisches Denkmal, wurde von 1994 bis 1996 vollständig saniert und auf das Gelände der Bruno-H.-Bürgel-Schule umgesetzt. Es befindet sich seit dem 6. Dezember 2008 im Optikpark.
Im Südosten der Stadt befindet sich das Naturschutzgebiet Wolzensee. Das Naturschutzgebiet Untere Havel Süd erstreckt sich über eine Fläche von 3933 Hektar die Untere Havel von Rathenow bis Havelsee.

### Bauwerke

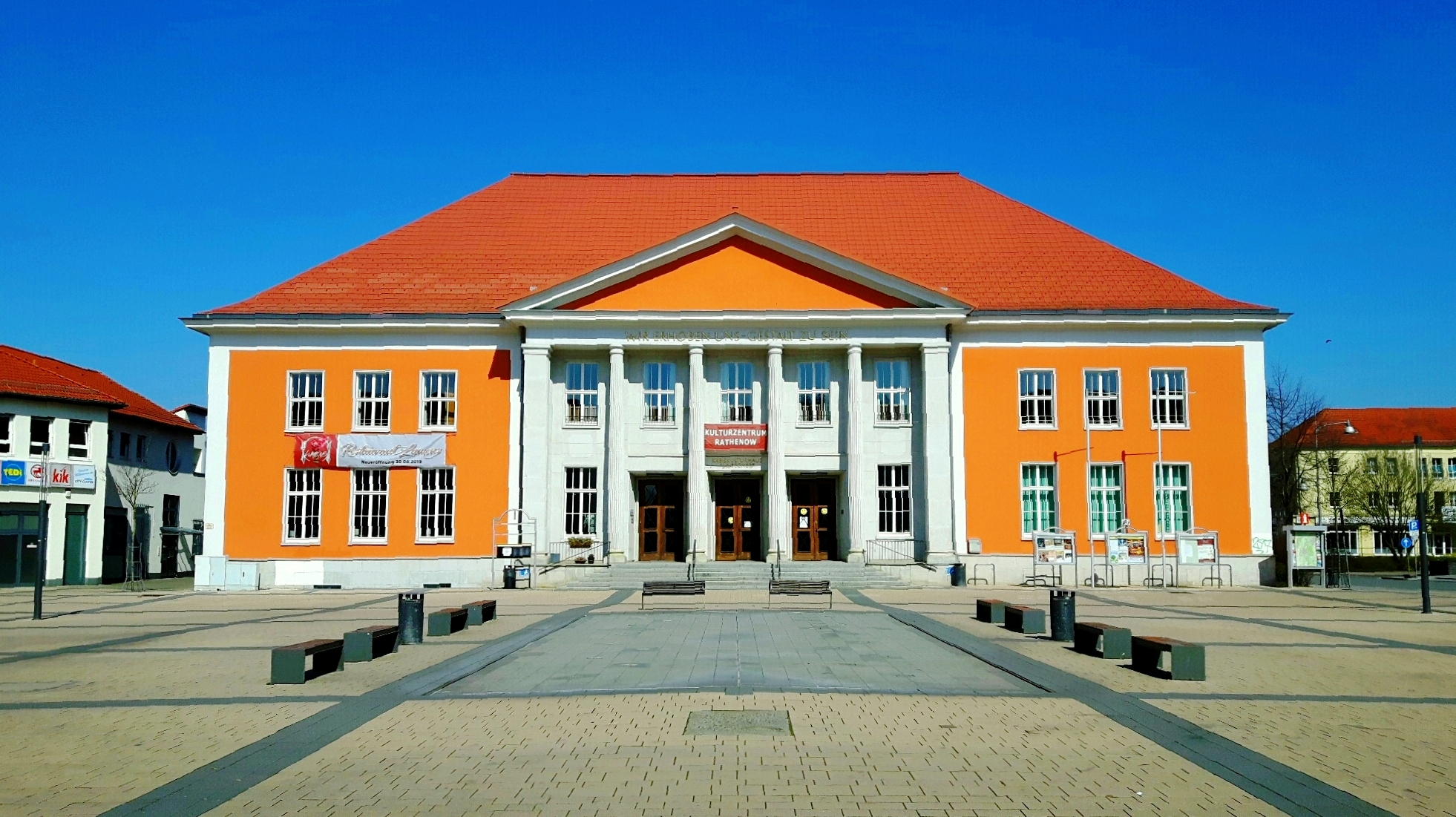
Kulturzentrum Rathenow mit Optik-Industrie-Museum

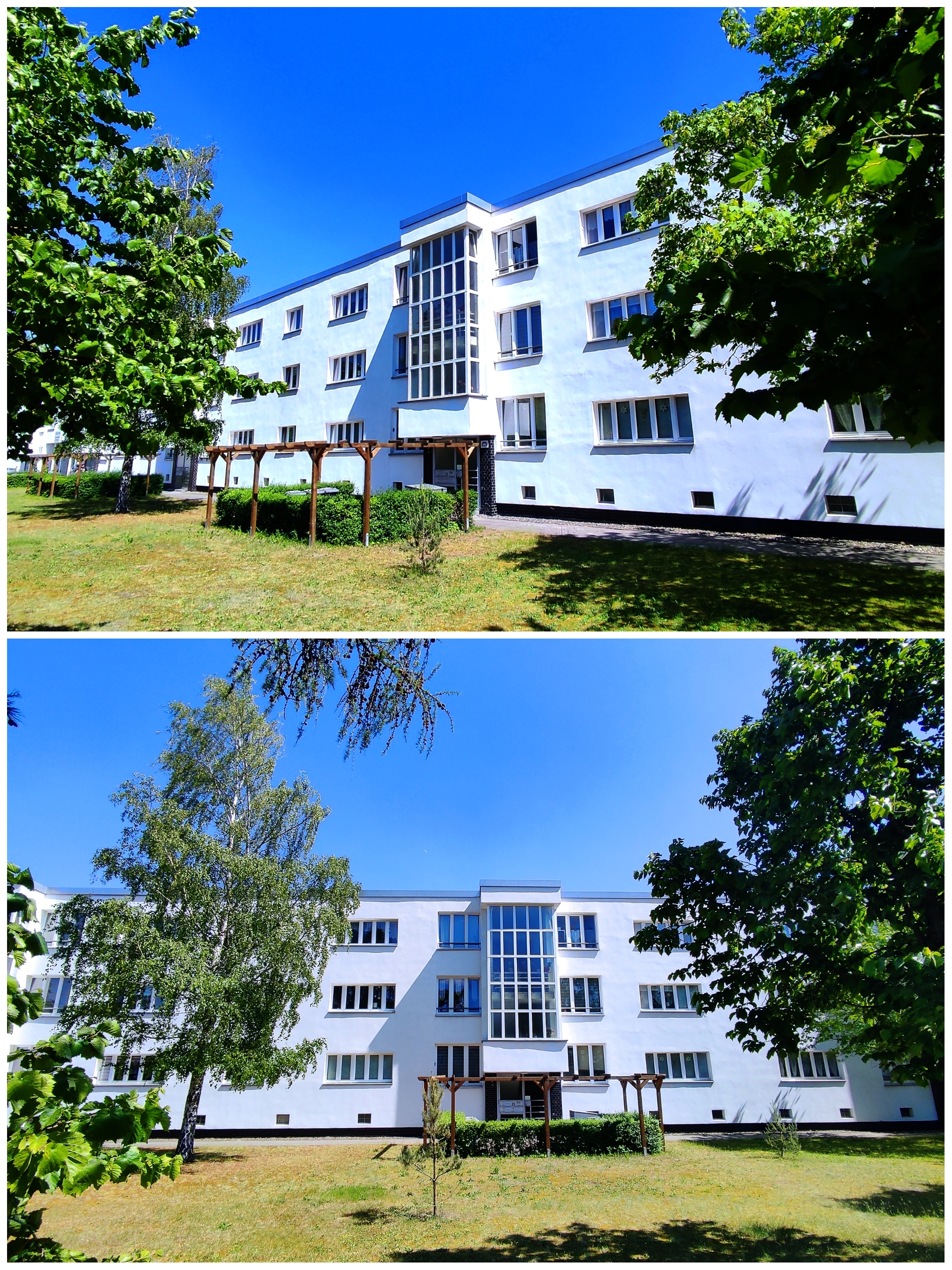
Die Haesler-Bauten am Friedrich-Ebert-Ring

Seit der Bundesgartenschau 2015 ist Rathenow um ein Wahrzeichen reicher: Die Weinbergbrücke, die rund 10 Millionen Euro gekostet hat, überspannt mit ihren zwei charakteristischen Bögen in elegantem Schwung nicht nur die Havel, sondern auch Hellers Loch, ein durch einen Havel-Altarm gespeistes Gewässer.
In der Umgebung der St.-Marien-Andreas-Kirche befinden sich einige erhaltene Fachwerkhäuser, die in den 2010er Jahren restauriert wurden. Ansonsten prägen Bauten aus der Nachkriegszeit die Altstadt nach fast völliger Kriegszerstörung.
Am Friedrich-Ebert-Ring befindet sich eine ausgedehnte Wohnanlage aus dreigeschossigen Zeilenbauten, die 1929–1931 von dem Architekten Otto Haesler (damals noch: Celle) geplant und errichtet wurde. Es handelt sich dabei um die architektonisch wohl bedeutendste Wohnsiedlung der Weimarer Republik auf dem Gebiet des späteren Landes Brandenburg. Durch eine Sanierung Mitte der 1990er Jahre wurden die Proportionen der Fassaden durch das Aufbringen eines Wärmedämmsystems empfindlich gestört.
Der Architekt Otto Haesler, nach dem Zweiten Weltkrieg in die DDR übergesiedelt, hatte für die kriegszerstörte Innenstadt von Rathenow einen Wiederaufbauplan vorgelegt, der ebenfalls radikal auf der Zeilenbauweise basierte. Dieser Plan wurde nur in Rudimenten realisiert. So konnte Haesler rund um den Platz der Jugend in der Altstadt 1950/1951 einige Gebäude tatsächlich bauen. Sie lehnen sich – zum Beispiel mit dem Motiv der erkerartig hervortretenden, verglasten Treppenhäuser – an die Entwürfe des Architekten der zwanziger Jahre an, erreichen allerdings deren Eleganz nicht mehr. Kurz darauf wurde in der DDR der Baustil der „Nationalen Tradition“ obligatorisch; insofern sind die Haesler-Bauten in der Rathenower Altstadt ein seltenes Beispiel für eine sozial engagierte Architektur im Stil der Vorkriegs-Avantgarde in der Anfangszeit der DDR.

### Kirchen

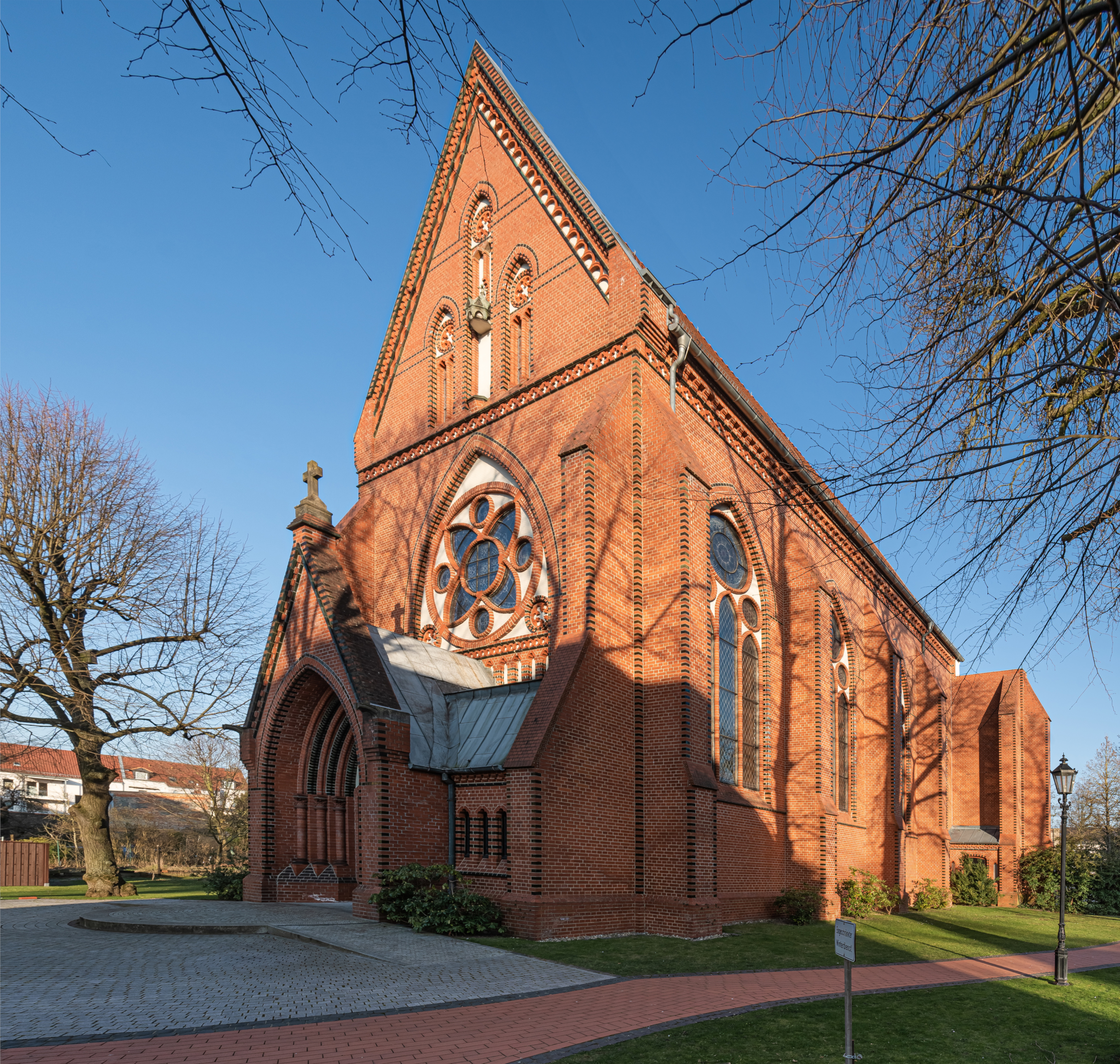
Frontansicht von St. Georg

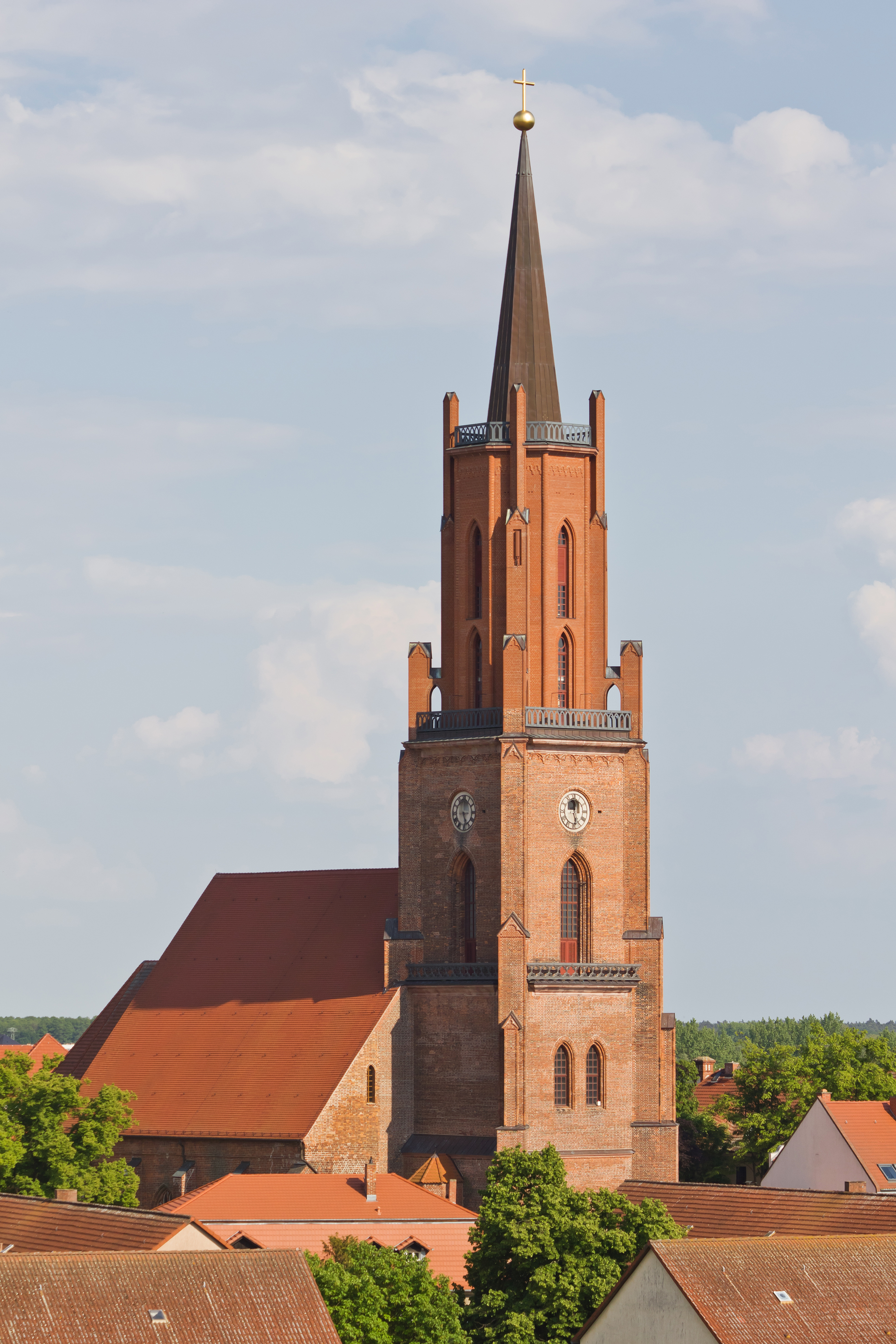
Kirche St. Marien-Andreas

#### Evangelische Kirchen
Die in der Altstadt stehende evangelische St.-Marien-Andreas-Kirche wurde Anfang des 13. Jahrhunderts im spätromanischen Stil errichtet und im 15. und 16. Jahrhundert nach Plänen von Meister Lindemann zu einer dreischiffigen Hallenkirche umgestaltet. Sie wurde nach schweren Zerstörungen im Zweiten Weltkrieg wieder aufgebaut.

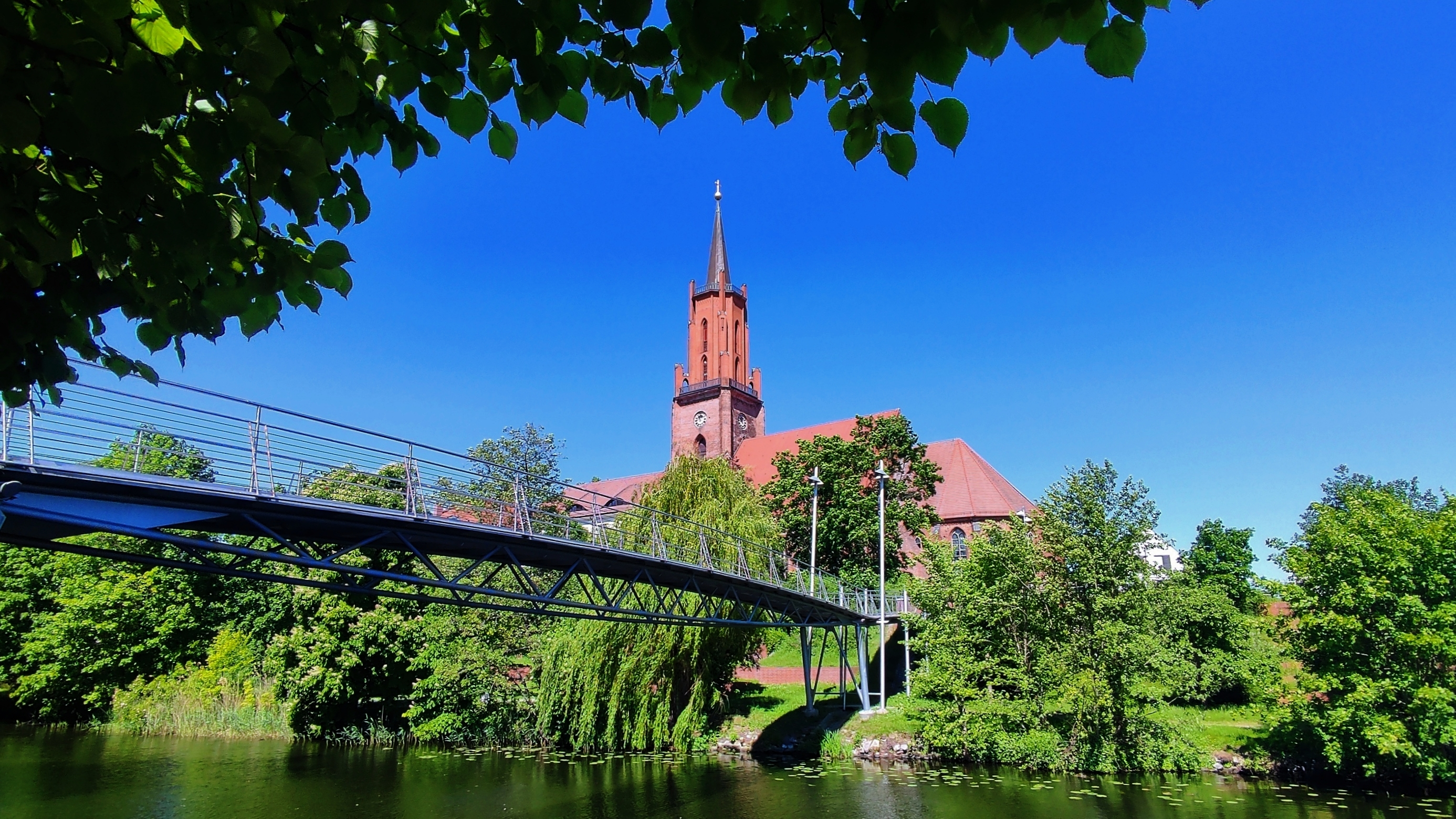
St. Marien Andreas Kirche

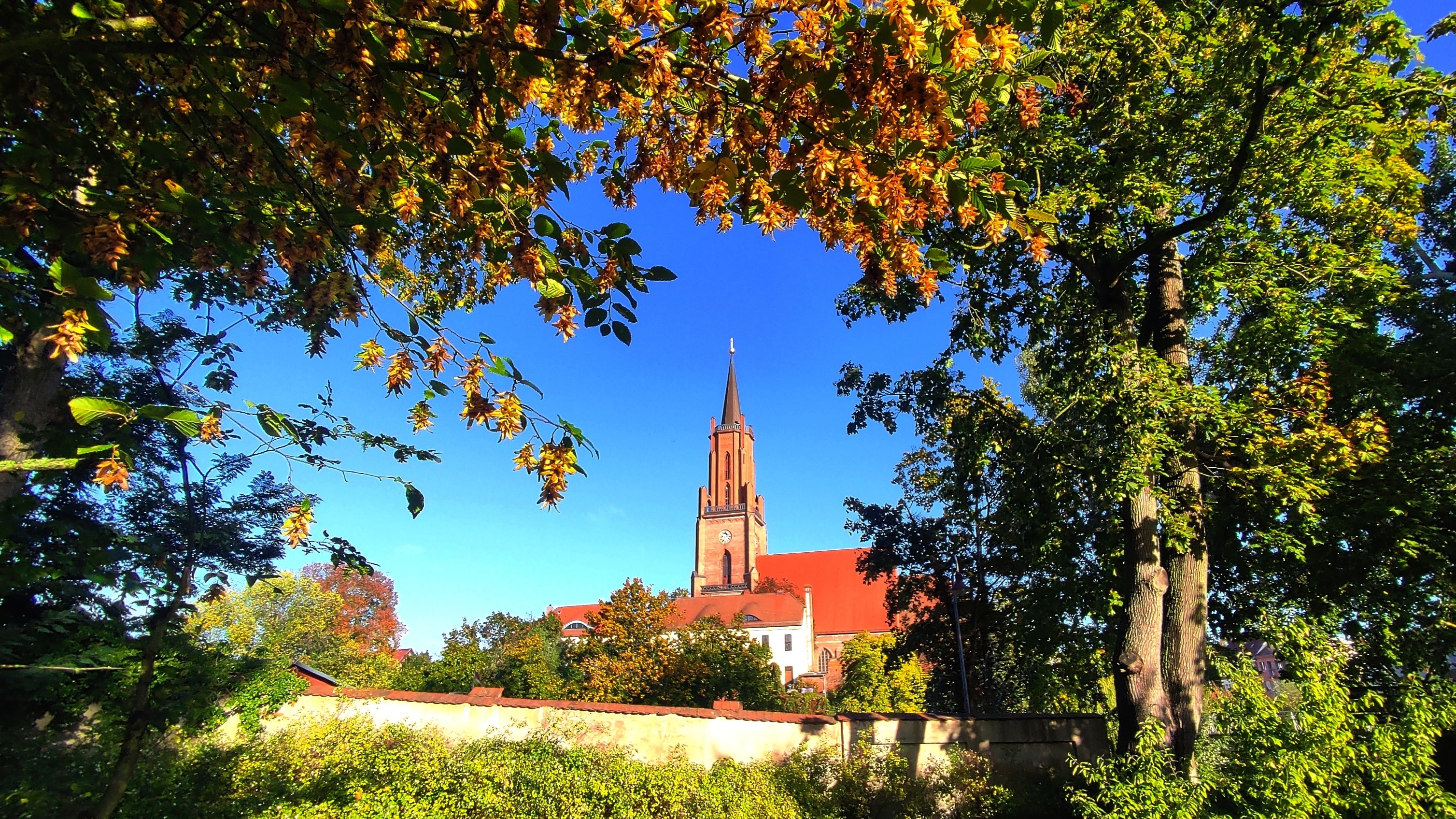
Blick vom Historischen Friedhof zur Sankt Marien Andreas Kirche

Weitere evangelische Kirchen sind die Auferstehungskirche, ein als Friedhofskapelle von 1914 bis 1917 errichteter Backsteinbau von Curt Steinberg, sowie die 1932 im Stil des Neuen Bauens errichtete Lutherkirche. Darüber hinaus befinden sich in Rathenow eine Landeskirchliche Gemeinschaft sowie weitere evangelische Kirchen in den Ortsteilen von Rathenow.

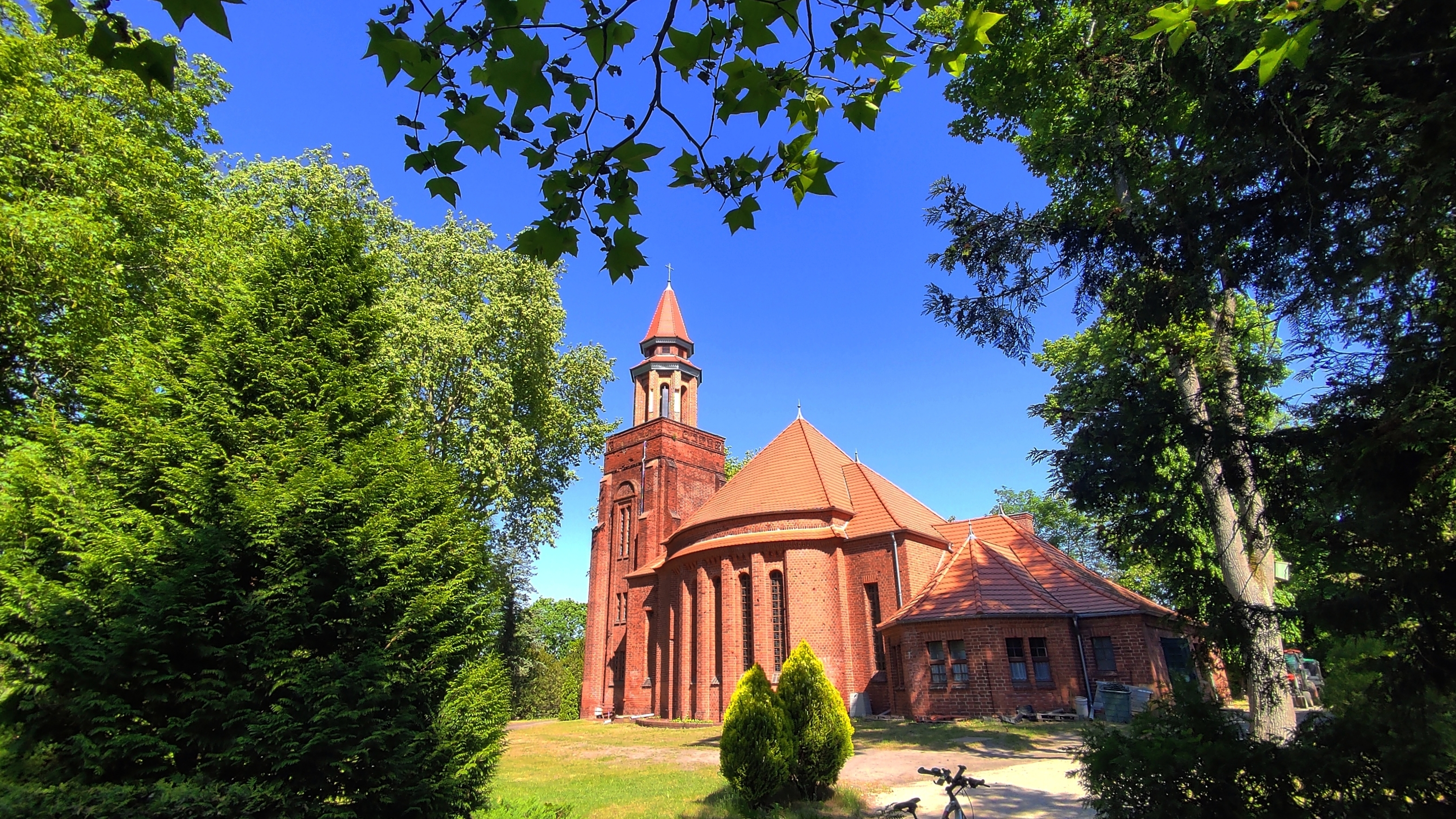
Auferstehungskirche von 1917 auf dem Historischen Friedhof

#### Vereinigung Evangelischer Freikirchen
Die Vereinigung Evangelischer Freikirchen ist in Rathenow mit zwei Gemeinden vertreten. An der Berliner Straße 29 hat seit 2011 die Evangelisch-Freikirchliche Gemeinde (Baptisten) ihr Gemeindezentrum. Das Gotteshaus der Siebenten-Tags-Adventisten befindet sich in der Friedrich-Engels-Str. 26.

#### Katholische Kirchen
Die erste katholische Kirche seit der Reformation in Rathenow wurde im Jahr 1893 als Kirche St. Georg geweiht. Die Kirche blieb unvollendet. Ihre Pfarrei gehört zum Erzbistum Berlin. Die 1962 geweihte Kirche St. Josef befand sich am Horstenweg im Ortsteil Steckelsdorf (Ausbau); sie bestand bis 2024 und gehörte zur Pfarrei St. Elisabeth mit Sitz in Tangermünde und damit zum Bistum Magdeburg.

#### Weitere religiöse Gemeinschaften
Auch weitere religiöse Gemeinschaften sind in Rathenow vertreten. Die neuapostolische Gemeinde, die 1908 gegründet wurde, hat ihre Kirche an der Kleinen Hagenstraße 7–8. Die Mitglieder der Kirche Jesu Christi der Heiligen der Letzten Tage versammeln sich in der Heinrich-von-Rosenberg-Straße 50 und die Zeugen Jehovas in der Genthiner Straße 48a. Auch das Apostelamt Jesu Christi verfügt in Rathenow über eine Gemeinde. Treffpunkt ist die Große Milower Straße 3a.

### Denkmäler
- Auf dem Schleusenplatz steht das Denkmal des „Großen Kurfürsten“ Friedrich Wilhelm, der in der Schlacht von Fehrbellin 1675 die Schweden besiegte. Das Denkmal wurde von 1736 bis 1738 von Johann Georg Glume nach einem Modell von Bartholomé Damart geschaffen und gilt als das bedeutendste barocke Sandsteindenkmal im nördlichen Deutschland.[37] Es zeigt den Kurfürsten in der Tracht eines römischen Imperators auf einem Postament, an dem Allegorien und Schlachtenreliefs angebracht sind.

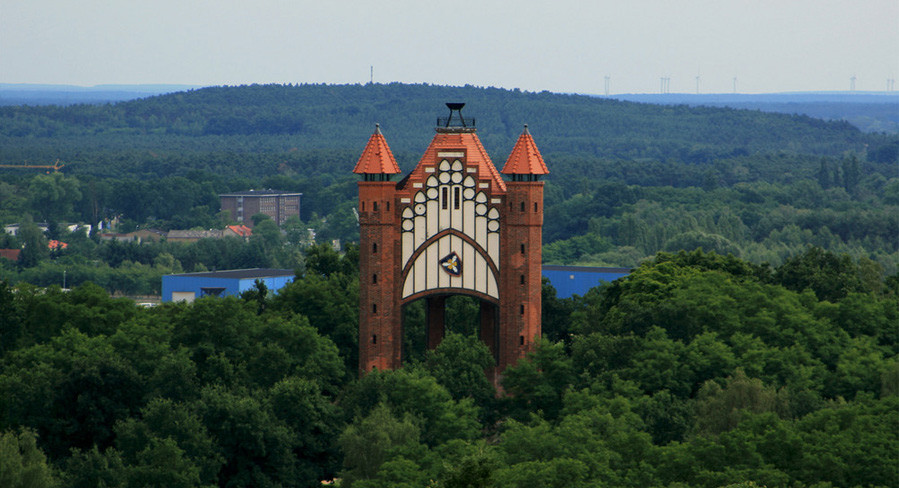
Bismarckturm

- Auf dem Weinberg, einem innenstadtnahen Erholungspark (2006 Teil der Landesgartenschau), steht der 1914 eingeweihte 32 m hohe Bismarckturm, errichtet zu Ehren Otto von Bismarcks, der in der Nähe von Rathenow in Schönhausen/Elbe geboren wurde. Der Turm wurde 1945 schwer beschädigt, in den 1960er Jahren gab es Umbauversuche zu einer Sternwarte, 2003 wurde er nach Sanierung wieder eingeweiht.[38]

- Denkmal für die Opfer des Faschismus (von 1951) auf dem Stufenunterbau des 1942 eingeschmolzenen Kaiser-Wilhelm-I.-Denkmals auf dem Platz der Freiheit
- Gedenkstätte für die Widerstandskämpfer gegen den Nationalsozialismus auf dem Städtischen Friedhof westlich der Großen Milower Straße für 98 Zwangsarbeiter aus verschiedenen Ländern. Auf dem gleichen Friedhof sind 56 weitere Opfer der Zwangsarbeit begraben
- Gedenkstätte für Zwangsarbeiter und ihre Kinder auf dem 1943 errichteten „Ausländerfriedhof“ in einem Wald zwischen Bammer Landstraße und der B188, zu erreichen über die Neufriedrichsdorfer Straße

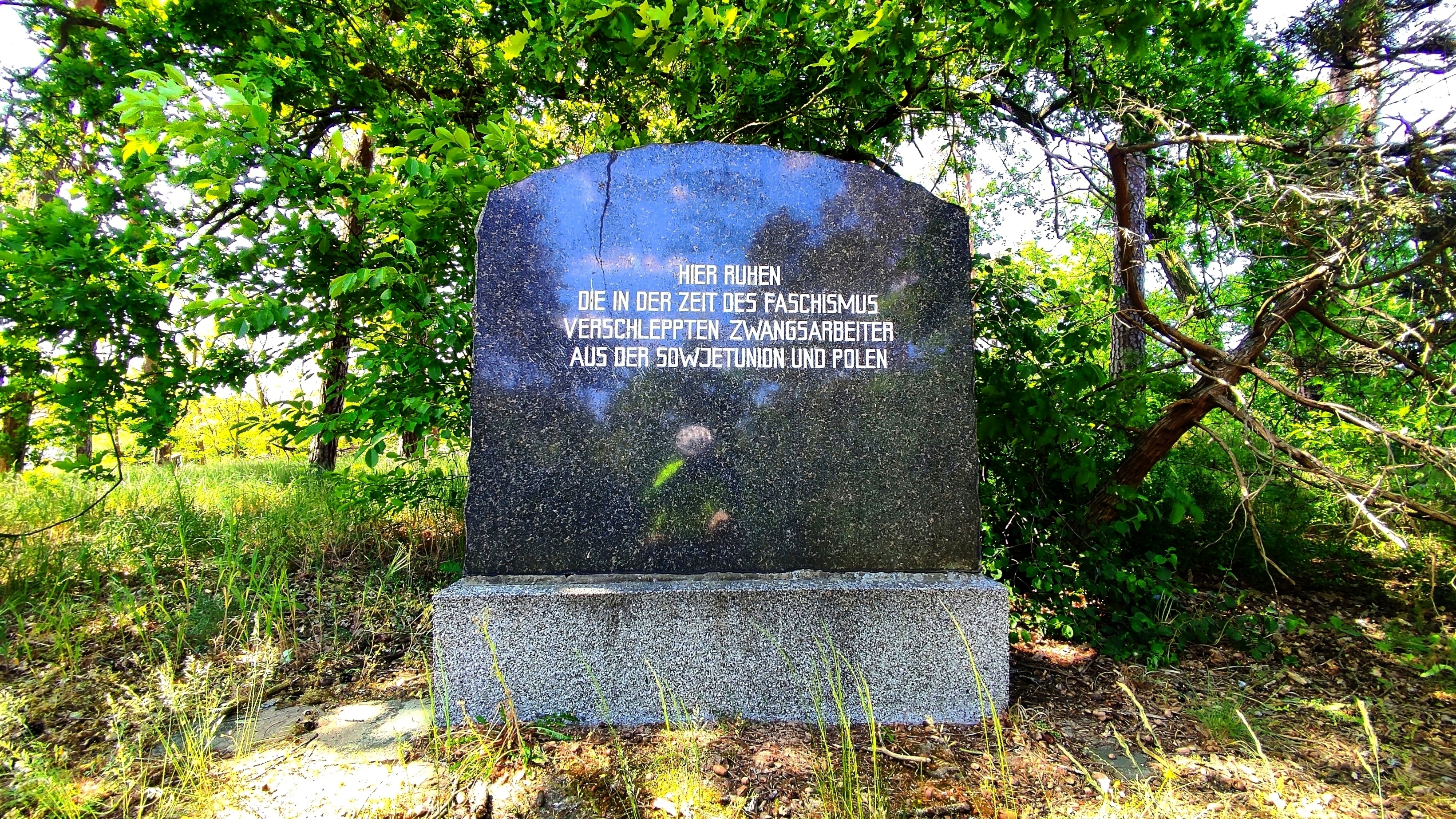
Gedenkstätte für die Opfer von Zwangsarbeit während der NS-Zeit in Neufriedrichsdorf

- Jüdischer Friedhof mit Gedenkstein für die von den Nationalsozialisten umgebrachten jüdischen Bürger der Stadt an der Neufriedrichsdorfer Straße
- Gedenktafel am ehemaligen Betsaal der Jüdischen Gemeinde Fabrikenstraße 2 zur Erinnerung an die ausgerottete Gemeinde
- Gedenktafel an der evangelischen Dorfkirche des Ortsteils Steckelsdorf für die jüdischen Opfer der Umschulungsorganisation Landwerk (Hachschara) am Horstenweg 5/6
- Gedenktafel für Pfarrer August Froehlich am Pfarrhaus von St. Georg Rathenow in der Friesacker Straße

Siehe auch: Liste der Baudenkmale in Rathenow mit den in der Denkmalliste des Landes Brandenburg eingetragenen Baudenkmalen.

## Wirtschaft und Infrastruktur

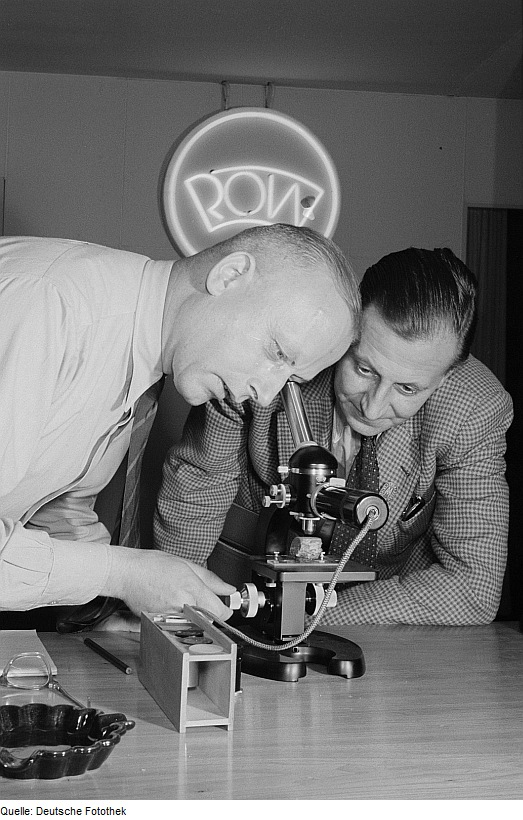
VEB Rathenower Optische Werke auf der Leipziger Herbstmesse 1954

### Gericht
Die Stadt ist Sitz des für den westlichen Bereich des Landkreises Havelland zuständigen Amtsgerichts Rathenow.

### Optische Industrie
Die Wirtschaftsentwicklung der Stadt Rathenow ist eng mit der Entwicklung der optischen Industrie verbunden. Nach Etablierung der späteren Rathenower Optische Werke (ROW) siedelten sich ab Ende des 19. Jahrhunderts bis zu 300 Unternehmen der optischen Industrie in Rathenow an.
Viele Jahrzehnte arbeiteten mehrere Tausend Menschen in diesem Bereich. Nach 1949 avancierte Rathenow beispielsweise zum alleinigen Fabrikationsort für Brillengläser in der DDR. Einige der nach 1990 privatisierten Nachfolgeunternehmen von ROW sind weiterhin im Bereich der optischen Industrie tätig (z. B. Mikroskopbau durch Askania).

### Sonstige Industrie
Bis 1990 hatte das Kombinat Industriewaren Rathenow seinen Sitz in Rathenow. Dieses wurde durch den Stammbetrieb VEB Ofen- und Herdbau Rathenow geführt, der zu DDR-Zeiten rund 600 Mitarbeiter beschäftigte und Öfen herstellte. Neben dem ebenfalls in Rathenow ansässigen Lederwarenproduzent VEB Leder- und Plastverarbeitung Rathenow gehörten noch weitere Betriebe zum Kombinat, die verschiedene Gebrauchswaren sowie Industriewaren wie beispielsweise Hubwagen herstellten.

### Verkehr

#### Straßenverkehr

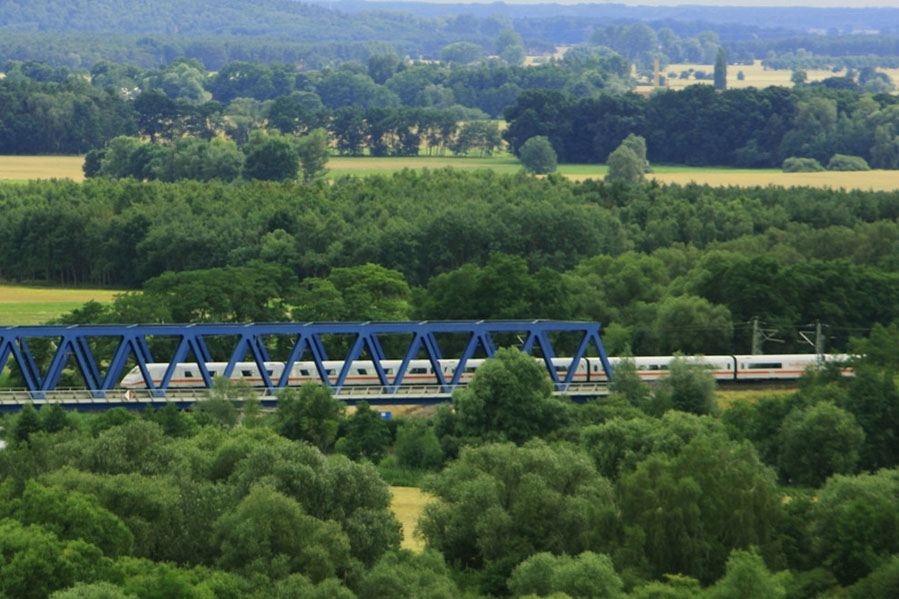
Eisenbahnbrücke über die Havel

Rathenow liegt am Kreuzungspunkt der Bundesstraßen B 102 Richtung Brandenburg an der Havel und Neustadt (Dosse) sowie der B 188 Richtung B 5 Hamburg–Berlin und Stendal.

#### Schienenverkehr
Der Bahnhof Rathenow liegt an den Bahnstrecken Berlin–Hannover und Brandenburg–Neustadt (Dosse). Es bestehen folgende Verbindungen im Regionalverkehr: RE 4 stündlich über Berlin nach Falkenberg (Elster) sowie zweistündlich nach Stendal, RB 34 ebenfalls zweistündlich nach Stendal als auch stündlich die RB 51 nach Brandenburg an der Havel. Hierbei ergänzen sich die Linien RE 4 und RB 34 zu einem Stundentakt, wobei die Zwischnhalte nur von der letztere bedient werden.
Von Dezember 2007 bis Dezember 2009 hielten hier auch Züge der IC-Linie Stettin–Berlin–Amsterdam und von April bis Oktober während der BUGA 2015 Züge der IC-Linie Berlin–Amsterdam.
Vom 2. April 1900 bis 1945 war Rathenow der Ausgangsbahnhof der Kreisbahn Rathenow-Senzke-Nauen. Die Verbindung nach Neustadt (Dosse) wurde Ende 2003, das Teilstück von Rathenow nach Rathenow Nord Ende 2005 eingestellt.

#### Busverkehr
In und um Rathenow verkehren Busse der Havelbus Verkehrsgesellschaft, die die einzelnen Ortsteile und die umliegenden Städte und Gemeinden mit Rathenow verbinden.

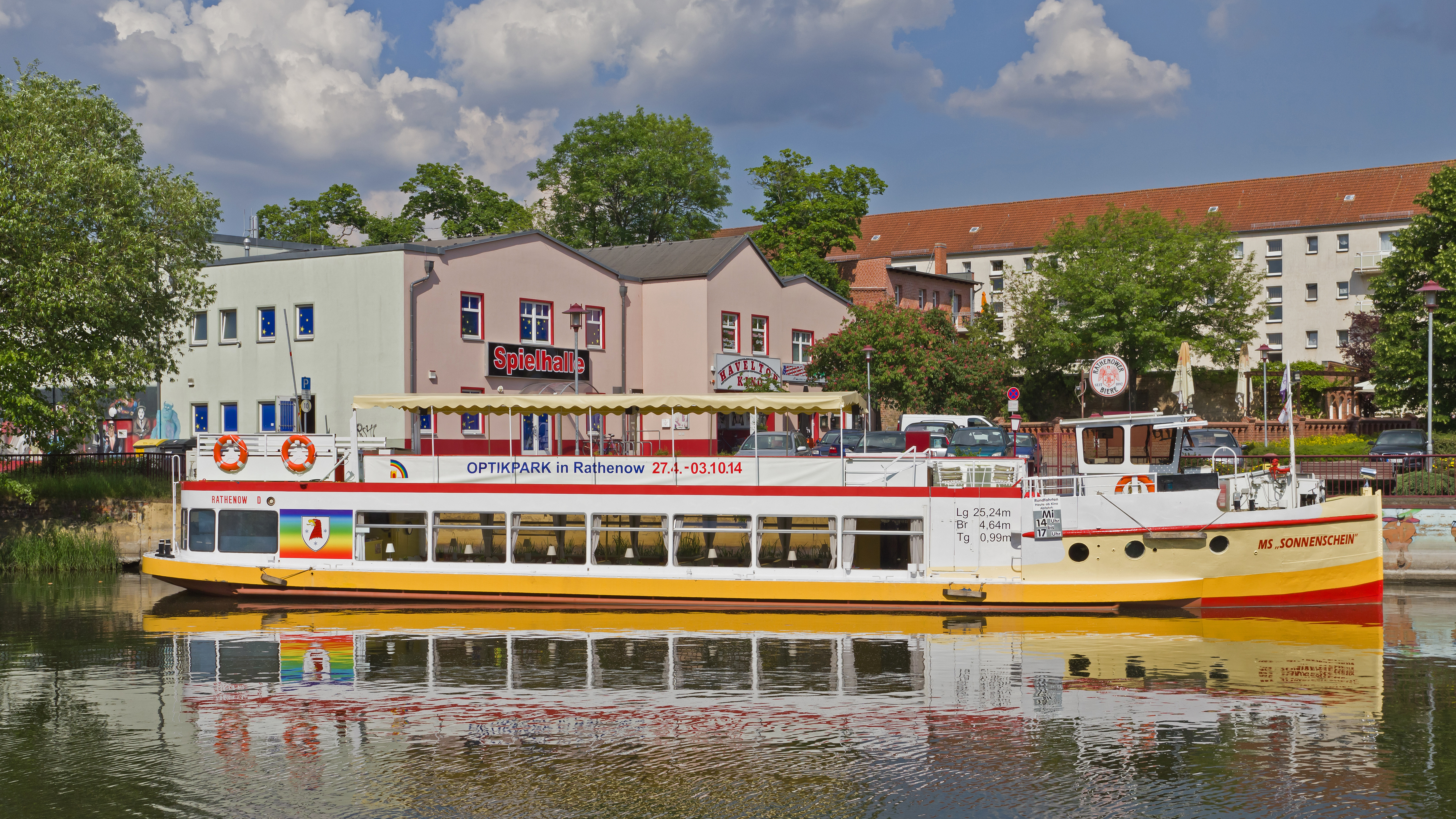
Ausflugsschiff Sonnenschein an der Havel (in Höhe des Optikparks)

#### Schiffsverkehr
Durch die Lage Rathenows an der Havel kann hier Schifffahrt betrieben werden. Es gibt einen Hafen und eine Anlegestelle für Ausflugsschiffe ins Havelland. Für die Schifffahrt auf der Unteren Havel-Wasserstraße betreibt das Wasserstraßen- und Schifffahrtsamt Spree-Havel zwei Schleusen in Rathenow. Die Schleuse Rathenow liegt am Durchstich der Havel westlich der Altstadt. Die zweite ist die Stadtschleuse Rathenow am Stadtkanal, der die Altstadt umschließt.

#### Flugverkehr
Privaten und gewerblichen Flugverkehr gibt es in Stechow.

### Bildung
In Rathenow gibt es die vier Grundschulen Am Weinberg, Friedrich Ludwig Jahn, Geschwister Scholl sowie die Grundschule Otto Seeger in Rathenow-West. Als weiterführende Schulen existieren das Friedrich-Ludwig-Jahn-Gymnasium, die Bruno-H.-Bürgel-Gesamtschule und die Oberschule Johann Heinrich August Duncker. Außerdem gibt es zwei Förderschulen: die Förderschule Spektrum mit dem sonderpädagogischen Förderschwerpunkt geistige Entwicklung und die Förderschule J. H. Pestalozzi mit dem sonderpädagogischen Förderschwerpunkt Lernen.
Weitere Bildungseinrichtungen sind die Musikschule Rathenow, die Musik-, Kunst- und Volkshochschule Havelland, das Oberstufenzentrum Havelland und das Bildungs- und Technologiezentrum für Augenoptik des Landes Brandenburg.

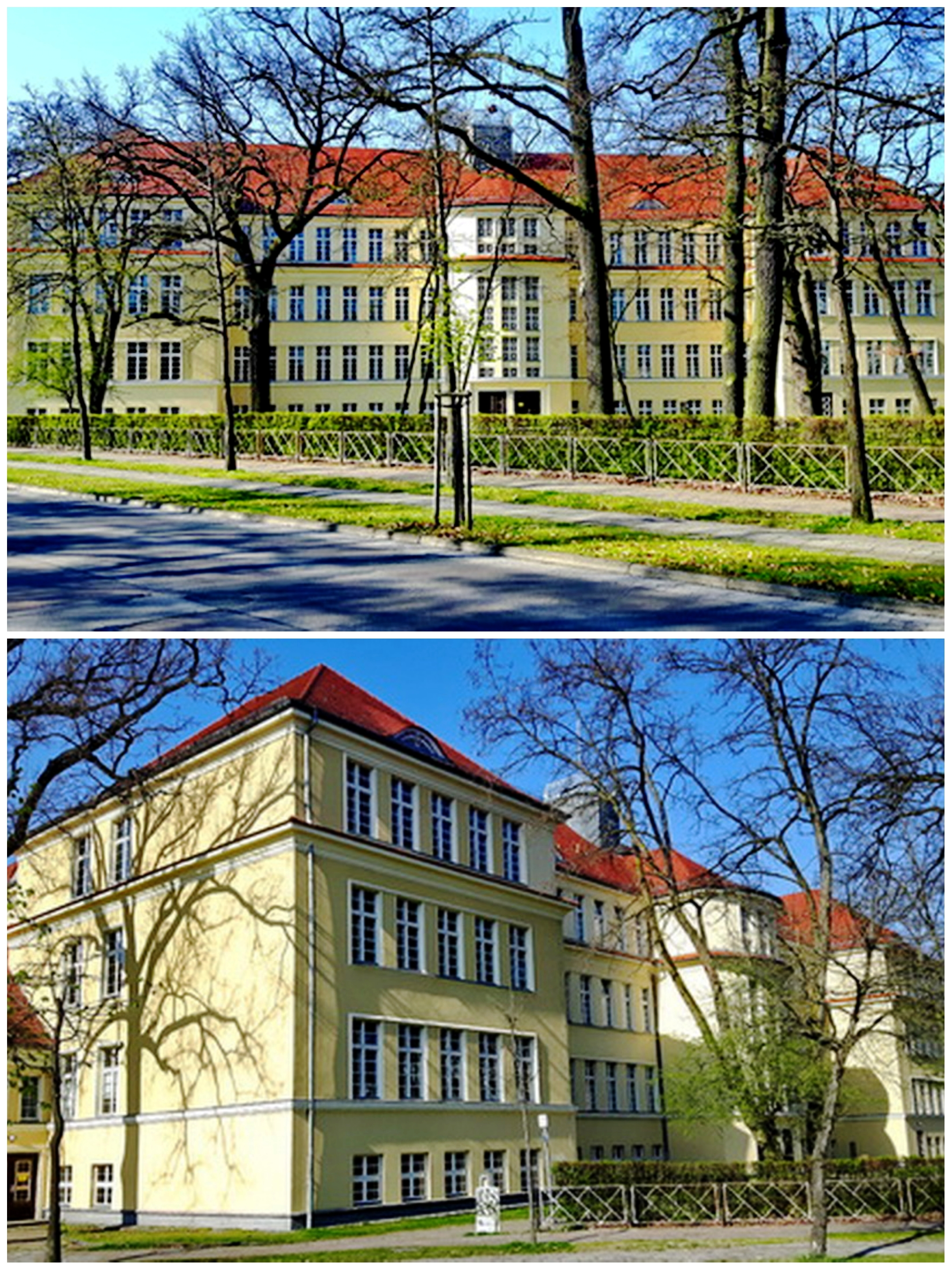
Friedrich-Ludwig-Jahn Gymnasium

### Sport
Der Verein FSV Optik Rathenow spielt seit der Saison 2022/23 in der fünftklassigen Oberliga Nordost.
2021 bewarb sich die Stadt als Host Town für die Gestaltung eines viertägigen Programms für eine internationale Delegation der Special Olympics World Summer Games 2023 in Berlin. 2022 wurde sie als Gastgeberin für Special Olympics Timor Leste ausgewählt. Damit wurde sie Teil des größten kommunalen Inklusionsprojekts in der Geschichte der Bundesrepublik mit mehr als 200 Host Towns.

## Persönlichkeiten

### Ehrenbürger
- Friedrich von Wrangel (1784–1877), preußischer Generalfeldmarschall, seit 1856
- Johann Friedrich Meuß (1813–1878), Apotheker und Ziegeleibesitzer, seit 26. Juli 1877
- Otto von Bismarck (1815–1898), wurde einst mit den Stimmen der Rathenower Wahlmänner in den Preußischen Landtag gewählt und begann so seine politische Laufbahn; seit 15. Juni 1875
- Max Hobrecht (1827–1899), Schriftsteller, Politiker, Dampfmühlenbesitzer, seit 13. Dezember 1897
- Friedrich Lange (1844–1916), 27 Jahre Bürgermeister der Stadt Rathenow, seit 16. Juli 1906
- Karl Mertens (1903–1988), Bildhauer, seit 1987
- Erika Guthjahr, geb. Pelzer (1916–2005), Malerin, Schriftstellerin und Heimatforscherin, seit 12. September 1996
- Klaus Eichler (* 1939), Chefingenieur im Chemiefaserwerk Premnitz, Abteilungsleiter im Ministerium für Infrastruktur des Landes Brandenburg, seit 6. Mai 2009
- Günter Thonke (1928–2023), Heimatforscher, seit 6. Mai 2009
- Rosemarie Köhn (1939–2022), Bischöfin von Hamar, seit 28. April 2021[41]
- Heinz-Walter-Knackmuß (* 1944), Vorsitzender des Förderkreises zum Wiederaufbau der Sankt-Marien-Andreas-Kirche in Rathenow, seit 21. Februar 2024[42]

### Söhne und Töchter der Stadt
bis 1900

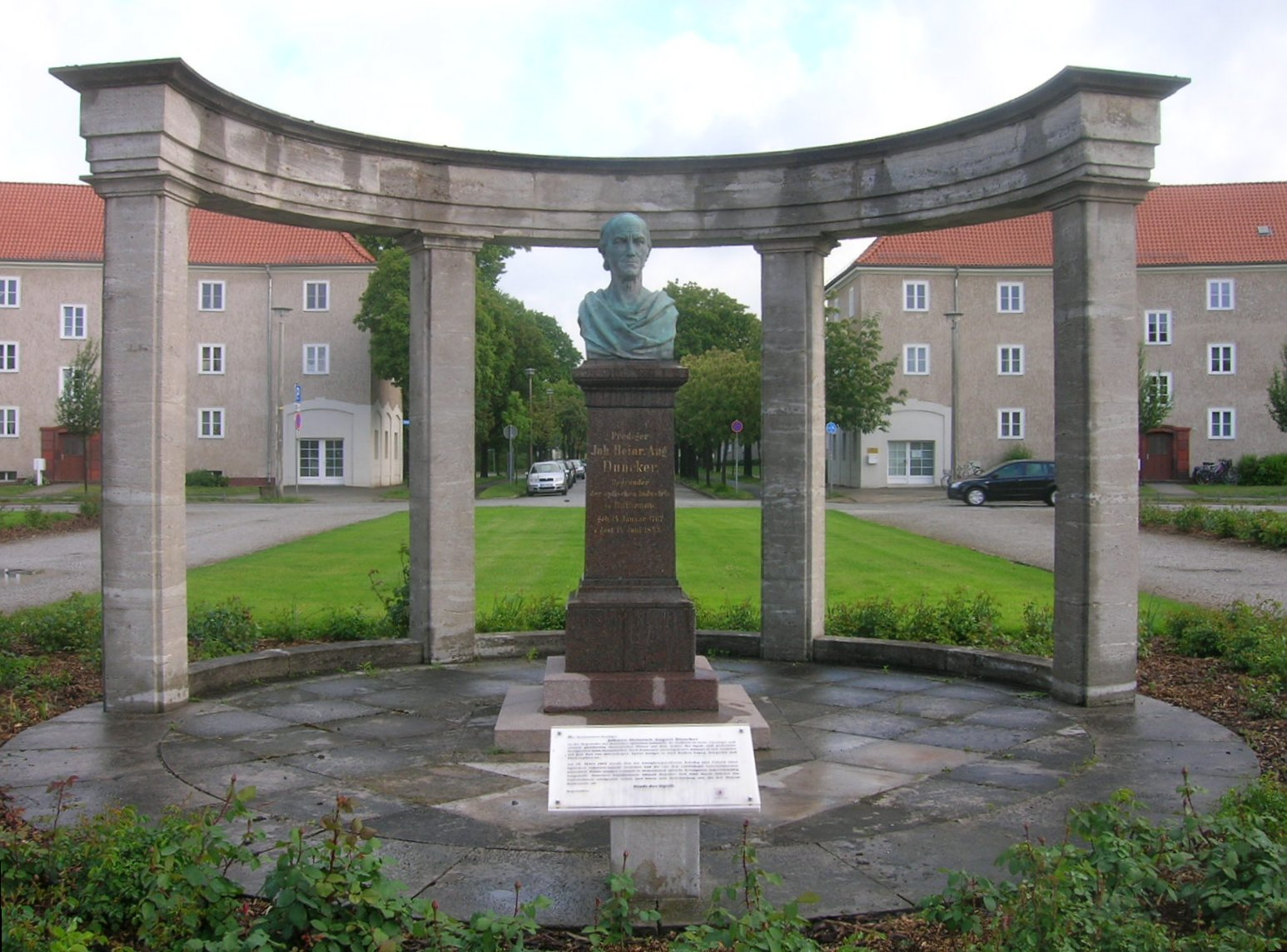
Denkmal für Johann Heinrich August Duncker, den Begründer der optischen Industrie in Rathenow

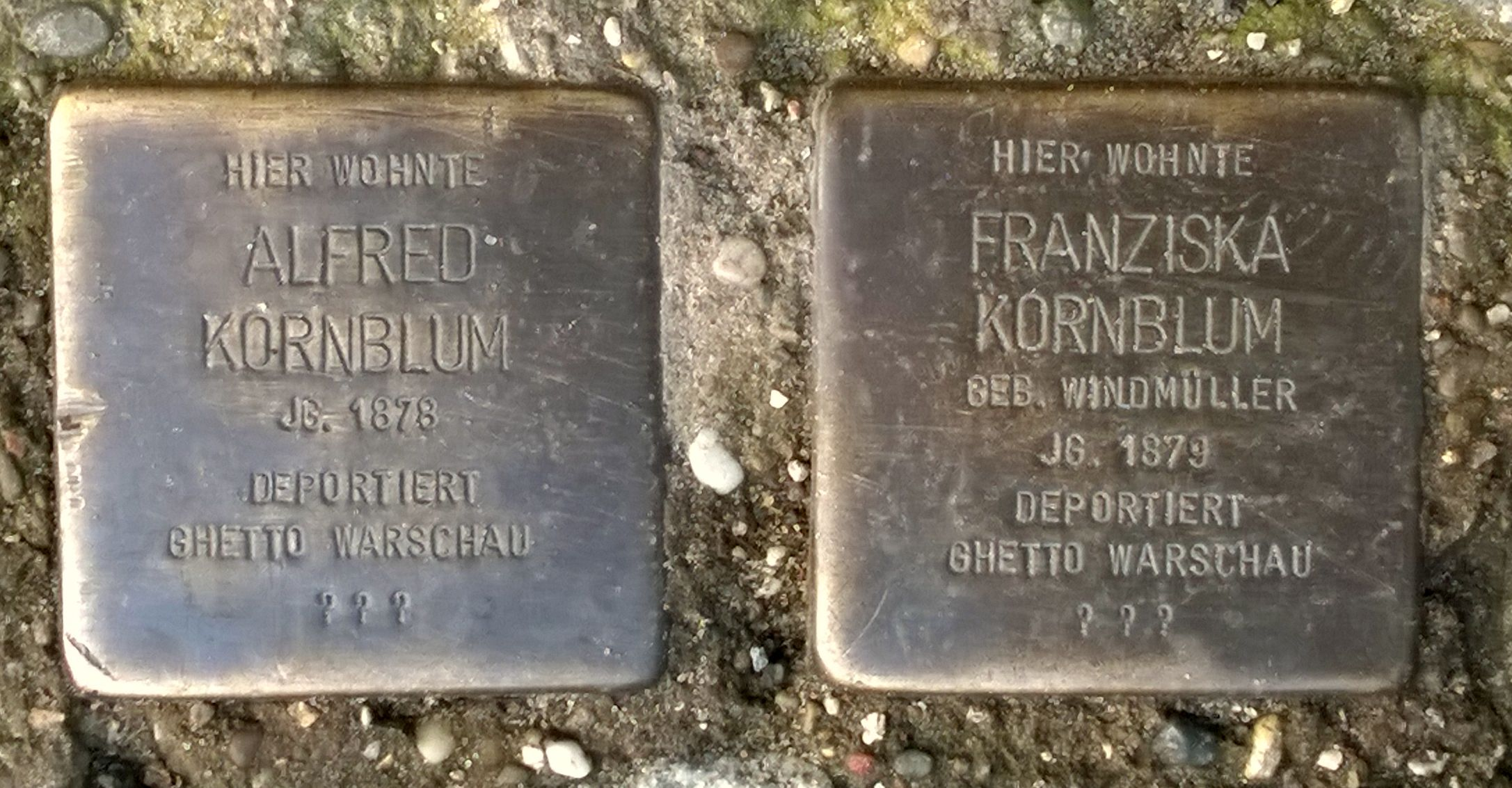
Stolpersteine für Alfred und Franziska Kornblum geb. Windmüller, Steinstraße 1

- Stephan Bodecker (1384–1459), Bischof von Brandenburg
- Martin Coblentz (1660–?), Scharfrichter, Doktor der Medizin und „königlicher Hof- und Leibmedicus“
- Christoph Sucro (1683–1751), lutherischer Geistlicher
- Peter von Meinicke (1701–1775), königlich-preußischer Generalmajor und Chef des Dragoner-Regiments Nr. 3
- Joachim Christian Blum (1739–1790), Dichter
- Adolf von Bredow-Ihlow (1763–1852), Gutsbesitzer, Domherr zu Brandenburg, Kurator der Ritterakademie Brandenburg
- Johann Heinrich August Duncker (1767–1843), Begründer der deutschen optischen Industrie
- Wilhelm Schneider (1781–1811), Pianist und Komponist
- Friedrich Meier (1785–1815), Maler, Teilnehmer an den Befreiungskriegen
- Ferdinand Löwe (1787–1832), Schauspieler
- Friedrich Adolf Ahlert (1788–1833), Architekt, Kölner Dombaumeister
- Ludwig Lesser (1802–1867), Schriftsteller
- Friedrich Wilhelm Thie (1803–1869), Mundharmonikafabrikant in Wien
- Johann Friedrich Schultze (1806–1889), Kaufmann und Ziegeleibesitzer[43]
- Wilhelm Biese (1822–1902), Klavierbauer und Pianino-Fabrikant
- Adolph Paalzow (1823–1908), Physiker
- Gustav Hermann von Alvensleben (1827–1905), Militär
- Gustav Neumann (1832–1885), Geograph und Pädagoge
- Bernhard von Bredow (1842–1918), Generalleutnant z. D.
- Friedrich Wilhelm Kaeding (1843–1928), Stenograph
- Friedrich Schultze (1848–1934), Neurologe
- Gustav Albert Schultze (1849–1912), Gutsbesitzer und Ziegeleibesitzer in Albertsheim
- Oskar von Wackerbarth (1862–1937), Rittergutsbesitzer und Landrat des Landkreises Cottbus
- Max Eisfeld (1863–1935), Theaterschauspieler
- Alfred zur Nieden (1868–1957), Landrat und Polizeipräsident in Gelsenkirchen
- Emil Ernst Heinsdorff (1887–1948), Maler, Illustrator, Goldschmied und Radierer
- Friedrich Wilhelm Eue (1888–1937), Graveur und Medailleur
- Otto Weber (1889–1972), Politiker (KPD)
- Käthe Miethe (1893–1961), Schriftstellerin
- Albert Gustav Bunge (1893–1967), Metall-, Emailkünstler und Maler
- Fritz Weber (1894–1944), (SPD), Abgeordneter des Volkstages der Freien Stadt Danzig
- Johannes Picht (1897–1973), Physiker
- Walter Donat (1898–1970), Japanologe
- W. H. Lippert (1898–1981), Bildhauer, Maler und Grafiker
- Georg Mierdel (1899–1987), Elektrotechniker, Physiker und Hochschulprofessor

1901 bis 1950
- Hans-Joachim Geyer (1901–1972), Autor und Agent
- Karl Albrecht (1902–1976), Wirtschaftswissenschaftler
- Karl Mertens (1903–1988), Bildhauer
- Kurt-Christoph von Knobelsdorff (1904–1945), Turnierreiter
- Willy Rutsch (1904–1989), Politiker (CDU)
- Kurt Laube (1905–1987), kommunistischer Widerstandskämpfer, Interbrigadist und Funktionär der VVN
- Walter Mönch (1905–1994), Romanist und Literaturwissenschaftler
- Joachim Mrugowsky (1905–1948), Arzt und NS-Verbrecher
- Wolfgang Imle (1909–2001), Politiker (FDP)
- Günter Scheel (1924–2011), Historiker und Archivar
- Wolfgang Gruner (1926–2002), Kabarettist, Schauspieler und Regisseur
- Fritz Blume jun. (1928–2020), Jurist, Zeitungsverleger und Mäzen der Stadt Jever
- Dieter Groest (* 1932), Schauspieler
- Hans-Christoph Schröder (1933–2019), Historiker
- Immo Stabreit (* 1933), Diplomat
- Hans-Joachim Geffert (1935–2019), Heimatforscher und -schriftsteller
- Hans A. Muth (* 1935), Industriedesigner
- Hans-Günter Naumann (1935–2010), Politiker (SPD), 1970–1994 Mitglied des Bayerischen Landtages (SPD)
- Dietrich Weber (1935–2008), Germanist und Literaturwissenschaftler
- Peter Rabenalt (1937–2024), Filmkomponist und -wissenschaftler, geboren im heutigen Ortsteil Semlin
- Bernd Rabehl (* 1938), Soziologe
- Heinz Bartsch (* 1939), Arbeitswissenschaftler und Ingenieur
- Rosemarie Köhn (1939–2022), norwegische Theologin und Bischöfin
- Dieter Nadolski (1939–2022), Verleger
- Elke Wendt-Kummer (* 1941), Drehbuchautorin, Regisseurin und Übersetzerin
- Kurt-Dieter Grill (* 1943), Politiker (CDU), 1994–2005 Bundestagsabgeordneter
- Rudi Köppen (* 1943), Hochspringer
- Barbara Heinisch (* 1944), Malerin
- Wulf Herzogenrath (* 1944), Kunsthistoriker und Kurator
- Volker Michael Roth (1944–2008), Bildhauer
- Volker Worlitzsch (1944–2023), Violinist und Konzertmeister

ab 1951
- Matthias Gruhl (* 1953), Mediziner und politischer Beamter
- Gerhard Günther (1955–2015), Politiker (CDU), 2004–2014 Mitglied des Thüringer Landtags
- Christoph Dieckmann (* 1956), Journalist und Autor
- Eberhard Holtz (1956–2016), Mittelalterhistoriker
- Ronald Seeger (* 1956), Politiker (CDU), Bürgermeister von Rathenow, geboren in Göttlin
- Harald Goldau (* 1957), Maschinenbau-Professor
- Frank Mangelsdorf (* 1957), Journalist, Autor und Herausgeber
- Jörg Friedrich (* 1959), Ruderer
- Ralf Scherrer (* 1959), Künstler
- Jörg Freimuth (* 1961), Leichtathlet
- Uwe Freimuth (* 1961), Leichtathlet
- Christian Görke (* 1962), Politiker (Die Linke), ehemaliger Finanzminister des Landes Brandenburg
- Kay Nerstheimer (* 1964), Politiker (Die Heimat)
- Stephan Schill (* 1964), Schauspieler
- Christian Rudolf (* 1965), Schauspieler, Moderator und Sänger
- Kerstin Köppen (* 1967), Ruderin
- Ralf Pleger (* 1967), Filmemacher und Regisseur
- Mario Streit (* 1967), Ruderer
- Jörg Heinrich (* 1969), Fußballspieler, geboren im heutigen Ortsteil Böhne
- Jörg Zietemann (* 1969), Politiker (parteilos), Bürgermeister von Rathenow
- Christian Beeck (* 1971), Fußballspieler
- Kai Berger (* 1971), Politiker (AfD)
- Kai Maaz (* 1972), Bildungsforscher
- Stefan Rudolf (* 1974), Schauspieler
- Marco Tschirpke (* 1975), Musik-Kabarettist
- Florian Foest (* 1976), Kameramann
- Katrin Bühring (* 1977), Schauspielerin
- Katja Poschmann (* 1980), Politikerin (SPD)
- Julia Mitrici (* 1982), Schauspielerin
- Christian Sturm-Willms (* 1987), Koch
- Corrado Gursch (* 1988), Politiker (CDU)
- Colett Rampf (* 1991), Triathletin und Leichtathletin
- Dennis Mast (* 1992), Fußballspieler
- Johna Fontaine (* 2000), Kinderdarstellerin

### Weitere Persönlichkeiten, die mit der Stadt in Verbindung stehen
- Samuel Christoph Wagener (1763–1845), Feldprediger in Rathenow, Schriftsteller
- Emil Busch (1820–1888), Industrieller der Feinmechanik und Optik, lebte in Rathenow
- Egmont von Rauch (1829–1875), Oberst und Kommandeur des Husaren-Regiments „von Zieten“ (Brandenburgisches) Nr. 3 in Rathenow von 1871 bis 1875
- Heinrich von Rosenberg (1833–1900), General der Kavallerie, Kommandeur des Husaren-Regiments „von Zieten“ in Rathenow von 1875–1883, erfolgreicher Amateur-Rennreiter
- Max von Bredow (1855–1918), Landrat, Gutsbesitzer
- August Froehlich (1891–1942), römisch-katholischer Priester, Pfarrer in Rathenow, Widerstandskämpfer gegen das NS-Regime, starb im KZ Dachau
- August Hild (1894–1982), Schriftsteller, lebte seit 1939 in Rathenow
- Käthe Korth (1902–1982), Schriftstellerin, lebte einige Jahre in Rathenow
- Werner Wolter (* 1926), Politiker (DBD), von 1951 bis 1953 Kreisrat für Landwirtschaft in Rathenow, ab 1951 Kreistagsabgeordneter in Rathenow, in dieser Zeit auch in Rathenow wohnhaft
- Gerhard Henschel (1938–2022), Maler
- Regina Thoss (* 1946), Sängerin, lebte einige Jahre in Rathenow
- Victoria Herrmann (* 1969), Fernsehmoderatorin, wuchs in Rathenow auf und absolvierte eine Lehre bei den Rathenower Optischen Werken